# Modifiche territoriali e amministrative dei comuni della Lombardia
| Comune                               | Anno | Variazione |
| ------------------------------------ | ---- | --- |
| Abbadia                              | 1863 | cambia nome in Abbadia sopra Adda                                                                                |
| Abbadia Cerreto                      | 1992 | da MI a LO |
| Abbadia Lariana                      | 1992 | da CO a LC |
| Abbadia sopra Adda                   | 1928 | confluisce in Abbadia Lariana                                                                                    |
| Abbiateguazzone                      | 1927 | da CO a VA |
| Abbiateguazzone                      | 1928 | aggregato a Tradate                                                                                              |
| Acqua                                | 1867 | aggregato a Tresivio                                                                                             |
| Acqualunga                           | 1927 | aggregato a Borgo San Giacomo                                                                                    |
| Acqualunga Badona                    | 1867 | aggregato a Paderno Fasolaro                                                                                     |
| Acquanegra                           | 1862 | cambia nome in Acquanegra Cremonese                                                                              |
| Acquanegra sul Chiese                | 1866 | da BS a MN |
| Acquate                              | 1923 | aggregato a Lecco                                                                                                |
| Affori                               | 1923 | aggregato a Milano                                                                                               |
| Agliate                              | 1869 | aggregato a Carate Brianza                                                                                       |
| Agra                                 | 1927 | da CO a VA |
| Agrate                               | 1862 | cambia nome in Agrate Brianza                                                                                    |
| Agrate Brianza                       | 2004 | da MI a MB |
| Aicurzio                             | 1869 | aggregato a Bernareggio                                                                                          |
| Aicurzio                             | 1909 | distaccato da Bernareggio                                                                                        |
| Aicurzio                             | 2004 | da MI a MB |
| Airuno                               | 1992 | da CO a LC |
| Aizurro                              | 1927 | aggregato ad Airuno                                                                                              |
| Albano                               | 1863 | cambia nome in Albano Sant'Alessandro                                                                            |
| Albaredo                             | 1863 | cambia nome in Albaredo per San Marco                                                                            |
| Albaredo Arnaboldi                   | 1928 | confluisce in Campospinoso Albaredo                                                                              |
| Albaredo Arnaboldi                   | 1948 | distaccato da Campospinoso Albaredo                                                                              |
| Albaredo Arnaboldi                   | 2023 | aggregato a Campospinoso                                                                                         |
| Albareto                             | 1863 | cambia nome in Albaredo Arnaboldi                                                                                |
| Albate                               | 1943 | aggregato a Como                                                                                                 |
| Albegno                              | 1928 | aggregato a Treviolo                                                                                             |
| Albera                               | 1863 | cambia nome in Triburgo                                                                                          |
| Albese                               | 1928 | confluisce in Albese con Cassano                                                                                 |
| Albiate                              | 2004 | da MI a MB |
| Albizzate                            | 1927 | da MI a VA |
| Albogasio                            | 1927 | confluisce in Valsolda                                                                                           |
| Albusciago                           | 1869 | aggregato a Sumirago                                                                                             |
| Alfiano                              | 1862 | cambia nome in Alfiano ed Uniti                                                                                  |
| Alfiano ed Uniti                     | 1868 | aggregato a Corte de' Frati                                                                                      |
| Algua di Costa Serina                | 1928 | cambia nome in Bracca di Costa Serina                                                                            |
| Algua di Costa Serina                | 1963 | cambia nome in Algua                                                                                             |
| Almè                                 | 1927 | confluisce in Almè con Villa                                                                                     |
| Almè                                 | 1948 | distaccato da Almè con Villa                                                                                     |
| Almè con Villa                       | 1951 | cambia nome in Villa d'Almè                                                                                      |
| Alone                                | 1928 | aggregato a Casto                                                                                                |
| Alzano di Sopra                      | 1927 | confluiscono in Alzano Lombardo                                                                                  |
| Alzano Maggiore                      | 1927 | confluiscono in Alzano Lombardo                                                                                  |
| Alzate                               | 1864 | cambia nome in Alzate con Verzago                                                                                |
| Alzate con Verzago                   | 1919 | cambia nome in Alzate Brianza                                                                                    |
| Andalo                               | 1928 | cambia nome in Andalo Valtellino                                                                                 |
| Anfurro                              | 1928 | aggregato ad Angolo Terme                                                                                        |
| Angera                               | 1927 | da CO a VA |
| Angolo                               | 1963 | cambia nome in Angolo Terme                                                                                      |
| Annone                               | 1863 | cambia nome in Annone di Brianza                                                                                 |
| Annone di Brianza                    | 1992 | da CO a LC |
| Anzano                               | 1863 | cambia nome in Anzano del Parco                                                                                  |
| Appiano                              | 1926 | cambia nome in Appiano Gentile                                                                                   |
| Aprica                               | 1923 | distaccato da Teglio                                                                                             |
| Arbizzo                              | 1927 | da CO a VA |
| Arbizzo                              | 1928 | confluisce in Cadegliano-Viconago                                                                                |
| Arcagna                              | 1869 | aggregato a Montanaso Lombardo                                                                                   |
| Arcagnano                            | 1863 | aggregato a Carpiano                                                                                             |
| Arcellasco                           | 1928 | aggregato a Erba                                                                                                 |
| Arcisate                             | 1927 | da CO a VA |
| Arcore                               | 2004 | da MI a MB |
| Arcumeggia                           | 1927 | da CO a VA |
| Arcumeggia                           | 1928 | aggregato a Casalzuigno                                                                                          |
| Ardena                               | 1927 | da CO a VA |
| Ardena                               | 1928 | aggregato a Brusimpiano                                                                                          |
| Ardole San Marino                    | 1865 | aggregato a Gadesco                                                                                              |
| Arena                                | 1863 | cambia nome in Arena Po                                                                                          |
| Argine Po                            | 1873 | cambia nome in Bressana                                                                                          |
| Armio                                | 1927 | da CO a VA |
| Armio                                | 1928 | confluisce in Veddasca                                                                                           |
| Arnate                               | 1869 | aggregato a Gallarate                                                                                            |
| Arolo                                | 1927 | confluisce in Leggiuno Sangiano (nel 1963 passa a Leggiuno)                                                      |
| Arolo                                | 1927 | da CO a VA |
| Arosio                               | 1929 | suddiviso il neoistituito Carugo Arosio e Inverigo                                                               |
| Arosio                               | 1950 | distaccato da Carugo Arosio                                                                                      |
| Arsago1                              | 1929 | cambia nome in Arzago d'Adda                                                                                     |
| Arsago2                              | 1927 | da MI a VA |
| Arsago2                              | 1948 | cambia nome in Arsago Seprio                                                                                     |
| Artogne                              | 1929 | confluisce in Pian d'Artogne                                                                                     |
| Artogne                              | 1957 | distaccato da Pian d'Artogne                                                                                     |
| Asnago                               | 1928 | suddiviso tra Cantù e Cermenate                                                                                  |
| Asola                                | 1866 | da BS a MN |
| Avenone                              | 1928 | confluisce in Pertica Bassa                                                                                      |
| Azzano1                              | 1863 | cambia nome in Azzano San Paolo                                                                                  |
| Azzano2                              | 1862 | cambia nome in Azzano Mella                                                                                      |
| Azzano2                              | 1927 | confluisce in Capriano Azzano                                                                                    |
| Azzano2                              | 1957 | distaccato da Capriano Azzano                                                                                    |
| Azzate                               | 1927 | da CO a VA |
| Azzio                                | 1927 | confluisce in Orino-Azzio                                                                                        |
| Azzio                                | 1927 | da CO a VA |
| Azzio                                | 1956 | distaccato da Orino-Azzio                                                                                        |
| Azzone                               | 1927 | confluisce in Dezzo di Scalve                                                                                    |
| Azzone                               | 1947 | distaccato da Dezzo di Scalve                                                                                    |
| Badia                                | 1928 | cambia nome in Caselle Badia                                                                                     |
| Bagaggera                            | 1927 | aggregato a Rovagnate                                                                                            |
| Baggio                               | 1923 | aggregato a Milano                                                                                               |
| Bagnarà                              | 1863 | cambia nome in Bagnaria                                                                                          |
| Bagnaria                             | 1929 | aggregato a Varzi                                                                                                |
| Bagnaria                             | 1946 | distaccato da Varzi                                                                                              |
| Bagnarolo                            | 1865 | aggregato a Pieve Delmona                                                                                        |
| Bagnatica                            | 1927 | confluisce in Rocca del Colle                                                                                    |
| Bagnatica                            | 1956 | distaccato da Rocca del Colle                                                                                    |
| Bagnolo1                             | 1862 | cambia nome in Bagnolo Cremasco                                                                                  |
| Bagnolo2                             | 1862 | cambia nome in Bagnolo Mella                                                                                     |
| Baiedo                               | 1927 | aggregato a Pasturo                                                                                              |
| Ballabio                             | 1992 | da CO a LC |
| Ballabio Inferiore                   | 1927 | confluiscono in Ballabio                                                                                         |
| Ballabio Superiore                   | 1927 | confluiscono in Ballabio                                                                                         |
| Ballarate                            | 1927 | confluisce in Leggiuno Sangiano (nel 1963 passa a Leggiuno)                                                      |
| Ballarate                            | 1927 | da CO a VA |
| Balsamo                              | 1928 | confluisce in Cinisello Balsamo                                                                                  |
| Baranzate                            | 1869 | aggregato a Bollate                                                                                              |
| Baranzate                            | 2004 | distaccato da Bollate                                                                                            |
| Barasso                              | 1927 | aggregato a Comerio                                                                                              |
| Barasso                              | 1927 | da CO a VA |
| Barasso                              | 1957 | distaccato da Comerio                                                                                            |
| Barate                               | 1869 | aggregato a Gaggiano                                                                                             |
| Barbaiana                            | 1870 | aggregato a Lainate                                                                                              |
| Barbiselle                           | 1867 | aggregato a Carpaneta con Dosimo                                                                                 |
| Barco                                | 1927 | aggregato a Orzinuovi                                                                                            |
| Barcone                              | 1927 | aggregato a Primaluna                                                                                            |
| Bardello                             | 1927 | da CO a VA |
| Bardello                             | 2023 | Confluisce in Bardello con Malgesso e Bregano                                                                    |
| Baresi                               | 1927 | aggregato a Roncobello                                                                                           |
| Bargano                              | 1878 | aggregato a Villanova del Sillaro                                                                                |
| Barghe                               | 1928 | aggregato a Sabbio Chiese                                                                                        |
| Barghe                               | 1956 | distaccato da Sabbio Chiese                                                                                      |
| Barlassina                           | 1869 | aggregato a Seveso                                                                                               |
| Barlassina                           | 1901 | distaccato da Seveso                                                                                             |
| Barlassina                           | 2004 | da MI a MB |
| Barni                                | 1927 | aggregato a Civenna                                                                                              |
| Barni                                | 1950 | distaccato da Civenna                                                                                            |
| Barona                               | 1872 | aggregato ad Albuzzano                                                                                           |
| Barsizza                             | 1927 | aggregato a Gandino                                                                                              |
| Bartesate                            | 1927 | aggregato a Galbiate                                                                                             |
| Barza                                | 1927 | da CO a VA |
| Barza                                | 1928 | aggregato a Ispra                                                                                                |
| Barzago                              | 1992 | da CO a LC |
| Barzaniga                            | 1928 | aggregato ad Annicco                                                                                             |
| Barzanò                              | 1992 | da CO a LC |
| Barzio                               | 1992 | da CO a LC |
| Barzola                              | 1927 | da CO a VA |
| Barzola                              | 1928 | aggregato ad Angera                                                                                              |
| Baselica Bologna                     | 1928 | aggregato a Giussago                                                                                             |
| Bassano                              | 1867 | cambia nome in Bassano Bresciano                                                                                 |
| Bassano di Tronzano                  | 1863 | cambia nome in Tronzano Lago Maggiore                                                                            |
| Bastida de' Dossi                    | 2014 | confluisce in Cornale e Bastida                                                                                  |
| Bedero Valcuvia                      | 1927 | da CO a VA |
| Bellano                              | 1992 | da CO a LC |
| Belledo                              | 1869 | confluisce in Maggianico (nel 1923 passa a Lecco)                                                                |
| Bellinzago                           | 1862 | cambia nome in Bellinzago Lombardo                                                                               |
| Bellusco                             | 2004 | da MI a MB |
| Bel Prato                            | 1928 | confluisce in Pertica Alta                                                                                       |
| Belvedere                            | 1863 | cambia nome in Belvedere al Po                                                                                   |
| Belvedere al Po                      | 1871 | aggregato a Valle Salimbene                                                                                      |
| Bene                                 | 1862 | cambia nome in Bene Lario                                                                                        |
| Bene Lario                           | 1927 | confluisce in Grandola ed Uniti                                                                                  |
| Bene Lario                           | 1950 | distaccato da Grandola ed Uniti                                                                                  |
| Berbenno                             | 1864 | cambia nome in Berbenno di Valtellina                                                                            |
| Beregazzo                            | 1912 | cambia nome in Beregazzo con Figliaro                                                                            |
| Beregazzo con Figliaro               | 1928 | confluisce in Figliaro (dal 1931 Mirabello Comasco)                                                              |
| Beregazzo con Figliaro               | 1948 | distaccato da Mirabello Comasco                                                                                  |
| Bernaga                              | 1870 | aggregato a Perego                                                                                               |
| Bernareggio                          | 2004 | da MI a MB |
| Bernate1                             | 1862 | cambia nome in Bernate di Como                                                                                   |
| Bernate2                             | 1862 | cambia nome in Bernate Ticino                                                                                    |
| Bernate di Como                      | 1912 | cambia nome in Bernate Rosales                                                                                   |
| Bernate Rosales                      | 1937 | confluisce in Casnate con Bernate                                                                                |
| Bertonico                            | 1992 | da MI a LO |
| Berzo                                | 1863 | cambia nome in Berzo San Fermo                                                                                   |
| Berzo Demo                           | 1927 | aggregato a Cedegolo                                                                                             |
| Berzo Demo                           | 1948 | distaccato da Cedegolo                                                                                           |
| Berzo Inferiore                      | 1927 | aggregato a Bienno                                                                                               |
| Berzo Inferiore                      | 1947 | distaccato da Bienno                                                                                             |
| Berzo San Fermo                      | 1928 | confluisce in Borgounito                                                                                         |
| Berzo San Fermo                      | 1947 | distaccato da Borgounito                                                                                         |
| Besana                               | 1864 | cambia nome in Besana in Brianza                                                                                 |
| Besana in Brianza                    | 2004 | da MI a MB |
| Besano                               | 1927 | da CO a VA |
| Besano                               | 1928 | aggregato a Porto Ceresio                                                                                        |
| Besano                               | 1958 | distaccato da Porto Ceresio                                                                                      |
| Besnate                              | 1869 | aggregato ad Arsago Seprio (nel 1872 passa a Jerago con Besnate e nel 1892 a Jerago con Besnate ed Orago)        |
| Besnate                              | 1907 | distaccato da Jerago con Besnate ed Orago                                                                        |
| Besnate                              | 1927 | da MI a VA |
| Besozzo                              | 1927 | da CO a VA |
| Bestazzo                             | 1870 | aggregato a Cisliano                                                                                             |
| Bettenesco                           | 1867 | aggregato a Persico                                                                                              |
| Biandronno                           | 1927 | da CO a VA |
| Bianzano                             | 1928 | confluisce in Spinone dei Castelli                                                                               |
| Bianzano                             | 1955 | distaccato da Spinone dei Castelli                                                                               |
| Biassono                             | 2004 | da MI a MB |
| Biegno                               | 1927 | da CO a VA |
| Biegno                               | 1928 | confluisce in Veddasca                                                                                           |
| Bienate                              | 1869 | aggregato a Magnago                                                                                              |
| Biglio                               | 1927 | aggregato a Valgreghentino                                                                                       |
| Binanuova                            | 1928 | confluisce in Gabbioneta-Binanuova                                                                               |
| Bindo                                | 1927 | aggregato a Cortenova                                                                                            |
| Binzago                              | 1869 | aggregato a Cesano Maderno                                                                                       |
| Birago                               | 1869 | aggregato a Lentate sul Seveso                                                                                   |
| Bisentrate                           | 1869 | aggregato a Pozzuolo Martesana                                                                                   |
| Bisuschio                            | 1927 | da CO a VA |
| Bizzozero                            | 1927 | aggregato a Varese                                                                                               |
| Bizzozero                            | 1927 | da CO a VA |
| Bobbiate                             | 1927 | aggregato a Varese                                                                                               |
| Bobbiate                             | 1927 | da CO a VA |
| Bodio                                | 1927 | aggregato a Lomnago                                                                                              |
| Bodio                                | 1927 | da CO a VA |
| Boffalora1                           | 1863 | cambia nome in Boffalora d'Adda                                                                                  |
| Boffalora2                           | 1862 | cambia nome in Boffalora sopra Ticino                                                                            |
| Boffalora d'Adda                     | 1992 | da MI a LO |
| Boffetto                             | 1867 | aggregato a Piateda                                                                                              |
| Bogno                                | 1927 | aggregato a Besozzo                                                                                              |
| Bogno                                | 1927 | da CO a VA |
| Boldinasco                           | 1869 | aggregato a Musocco                                                                                              |
| Bolgiano                             | 1870 | aggregato a San Donato Milanese                                                                                  |
| Bolladello                           | 1869 | aggregato a Cairate                                                                                              |
| Bondione                             | 1927 | confluisce in Valbondione                                                                                        |
| Bondo Petello                        | 1928 | aggregato ad Albino                                                                                              |
| Bonirola                             | 1869 | aggregato a Gaggiano                                                                                             |
| Bordogna                             | 1927 | aggregato a Roncobello                                                                                           |
| Borgarello                           | 1929 | confluisce in Certosa di Pavia                                                                                   |
| Borgarello                           | 1958 | distaccato da Certosa di Pavia                                                                                   |
| Borghetto                            | 1863 | cambia nome in Borghetto Lodigiano                                                                               |
| Borghetto Lodigiano                  | 1992 | da MI a LO |
| Borgo di Terzo                       | 1928 | confluisce in Borgounito                                                                                         |
| Borgo di Terzo                       | 1947 | distaccato da Borgounito                                                                                         |
| Borgoforte                           | 2014 | confluisce in Borgo Virgilio                                                                                     |
| Borgoforte a Destra                  | 1868 | cambia nome in Motteggiana                                                                                       |
| Borgofranco1                         | 1867 | cambia nome in Borgofranco sul Po                                                                                |
| Borgofranco2                         | 1863 | cambia nome in Suardi                                                                                            |
| Borgo Littorio                       | 1947 | cambia nome in Borgo San Giovanni                                                                                |
| Borgonato                            | 1928 | confluisce in Corte Franca                                                                                       |
| Borgoratto                           | 1863 | cambia nome in Borgoratto Mormorolo                                                                              |
| Borgo San Giovanni                   | 1992 | da MI a LO |
| Bornago                              | 1870 | confluisce in Pessano con Bornago                                                                                |
| Bornato                              | 1927 | aggregato a Cazzago San Martino                                                                                  |
| Borsano                              | 1869 | aggregato a Sacconago                                                                                            |
| Borsano                              | 1912 | distaccato da Sacconago                                                                                          |
| Borsano                              | 1927 | da MI a VA |
| Borsano                              | 1928 | aggregato a Busto Arsizio                                                                                        |
| Bosco1                               | 1863 | cambia nome in Bosco di Gavirate                                                                                 |
| Bosco2                               | 1863 | cambia nome in Bosco Valtravaglia                                                                                |
| Bosco di Gavirate                    | 1879 | cambia nome in Ballarate                                                                                         |
| Bosco Valtravaglia                   | 1927 | confluisce in Montegrino Valtravaglia                                                                            |
| Bosco Valtravaglia                   | 1927 | da CO a VA |
| Bosisio                              | 1929 | cambia nome in Bosisio Parini                                                                                    |
| Bosisio Parini                       | 1992 | da CO a LC |
| Bottaiano                            | 1869 | aggregato a Ricengo                                                                                              |
| Bottarone                            | 1928 | confluisce in Bressana Bottarone                                                                                 |
| Bottedo                              | 1873 | confluisce in Chiosi Uniti con Bottedo                                                                           |
| Botticino Mattina                    | 1928 | confluiscono in Botticino                                                                                        |
| Botticino Sera                       | 1928 | confluiscono in Botticino                                                                                        |
| Bovisio                              | 1947 | cambia nome in Bovisio-Masciago                                                                                  |
| Bovisio-Masciago                     | 2004 | da MI a MB |
| Bozzolo                              | 1866 | da CR a MN |
| Bracca                               | 1927 | confluisce in Algua                                                                                              |
| Bracca                               | 1948 | distaccato da Algua                                                                                              |
| Bracca di Costa Serina               | 1948 | cambia nome in Algua di Costa Serina                                                                             |
| Brancere                             | 1867 | aggregato a Stagno Lombardo                                                                                      |
| Brandico                             | 1927 | aggregato a Mairano                                                                                              |
| Brandico                             | 1947 | distaccato da Mairano                                                                                            |
| Branduzzo                            | 1928 | confluisce in Castelletto di Branduzzo                                                                           |
| Braone                               | 1927 | aggregato a Breno                                                                                                |
| Braone                               | 1949 | distaccato da Breno                                                                                              |
| Brebbia                              | 1927 | da CO a VA |
| Breccia                              | 1943 | aggregato a Como                                                                                                 |
| Breda de' Bugni                      | 1868 | aggregato a Castagnino Secco                                                                                     |
| Breda Guazzona                       | 1867 | aggregato a Ca' d'Andrea                                                                                         |
| Bregano                              | 1927 | da CO a VA |
| Bregano                              | 2023 | Confluisce in Bardello con Malgesso e Bregano                                                                    |
| Breglia                              | 1928 | aggregato a Plesio                                                                                               |
| Brembate di Sopra                    | 1927 | aggregato a Ponte San Pietro                                                                                     |
| Brembate di Sopra                    | 1948 | distaccato da Ponte San Pietro                                                                                   |
| Brembate di Sotto                    | 1928 | confluisce in Brembate                                                                                           |
| Brembilla                            | 2014 | confluisce in Val Brembilla                                                                                      |
| Brembio                              | 1992 | da MI a LO |
| Brenno1                              | 1863 | cambia nome in Brenno della Torre                                                                                |
| Brenno2                              | 1863 | cambia nome in Brenno Useria                                                                                     |
| Brenno della Torre                   | 1870 | confluisce in Costa Masnaga                                                                                      |
| Brenno Useria                        | 1927 | da CO a VA |
| Brenno Useria                        | 1928 | aggregato ad Arcisate                                                                                            |
| Breno                                | 1864 | cambia nome in Sombreno                                                                                          |
| Brenta                               | 1927 | aggregato a Cittiglio                                                                                            |
| Brenta                               | 1927 | da CO a VA |
| Brenta                               | 1953 | distaccato da Cittiglio                                                                                          |
| Bressana                             | 1928 | confluisce in Bressana Bottarone                                                                                 |
| Bresso                               | 1868 | aggregato ad Affori                                                                                              |
| Bresso                               | 1884 | distaccato da Affori                                                                                             |
| Brezzo di Bedero                     | 1927 | da CO a VA |
| Brezzo di Bedero                     | 1928 | aggregato a Luino                                                                                                |
| Brezzo di Bedero                     | 1953 | distaccato da Luino                                                                                              |
| Brianzola                            | 1928 | confluisce in Castello di Brianza                                                                                |
| Briavacca                            | 1869 | aggregato a Pioltello                                                                                            |
| Brienno                              | 1927 | aggregato a Laglio                                                                                               |
| Brienno                              | 1948 | distaccato da Laglio                                                                                             |
| Brignano                             | 1863 | cambia nome in Brignano Gera d'Adda                                                                              |
| Brinzio                              | 1927 | da CO a VA |
| Brione                               | 1928 | aggregato a Ome                                                                                                  |
| Brione                               | 1948 | distaccato da Ome                                                                                                |
| Briosco                              | 2004 | da MI a MB |
| Brissago                             | 1927 | confluisce in Brissago-Valtravaglia                                                                              |
| Brissago                             | 1927 | da CO a VA |
| Brivio                               | 1992 | da CO a LC |
| Brolpasino                           | 1867 | aggregato a Ca' d'Andrea                                                                                         |
| Brozzo                               | 1927 | aggregato a Marcheno                                                                                             |
| Brugherio                            | 1866 | distaccato da Cernusco sul Naviglio, Moncucco di Monza, Monza e Sesto San Giovanni                               |
| Brugherio                            | 2004 | da MI a MB |
| Brunate                              | 1943 | aggregato a Como                                                                                                 |
| Brunate                              | 1947 | distaccato da Como                                                                                               |
| Brunello                             | 1927 | aggregato ad Azzate                                                                                              |
| Brunello                             | 1927 | da CO a VA |
| Brunello                             | 1956 | distaccato da Azzate                                                                                             |
| Bruntino                             | 1927 | confluisce in Almè con Villa                                                                                     |
| Brusaporto                           | 1927 | confluisce in Rocca del Colle                                                                                    |
| Brusaporto                           | 1956 | distaccato da Rocca del Colle                                                                                    |
| Brusimpiano                          | 1927 | da CO a VA |
| Brusuglio                            | 1871 | aggregato a Cormano                                                                                              |
| Bruzzano                             | 1862 | cambia nome in Bruzzano dei Due Borghi                                                                           |
| Bruzzano dei Due Borghi              | 1868 | aggregato ad Affori                                                                                              |
| Buccinigo                            | 1927 | confluisce in Erba                                                                                               |
| Buggiolo                             | 1928 | confluisce in Val Rezzo                                                                                          |
| Bugiallo                             | 1928 | aggregato a Sorico                                                                                               |
| Buglio                               | 1863 | cambia nome in Buglio in Monte                                                                                   |
| Buguggiate                           | 1927 | aggregato ad Azzate                                                                                              |
| Buguggiate                           | 1927 | da CO a VA |
| Buguggiate                           | 1956 | distaccato da Azzate                                                                                             |
| Bulciago                             | 1992 | da CO a LC |
| Bulgarograsso                        | 1927 | aggregato ad Appiano Gentile                                                                                     |
| Bulgarograsso                        | 1950 | distaccato da Appiano Gentile                                                                                    |
| Bulgorello                           | 1928 | aggregato a Cadorago                                                                                             |
| Burago1                              | 1862 | cambia nome in Burago di Molgora                                                                                 |
| Burago2                              | 1862 | cambia nome in Burago Riviera                                                                                    |
| Burago di Molgora                    | 2004 | da MI a MB |
| Burago Riviera                       | 1865 | aggregato a Muscoline                                                                                            |
| Busnago                              | 2009 | da MI a MB |
| Bustighera                           | 1869 | aggregato a Mediglia                                                                                             |
| Busto Arsizio                        | 1927 | da MI a VA |
| Buttirago                            | 1872 | aggregato a Vistarino                                                                                            |
| Buzzone San Paolo                    | 1887 | cambia nome in San Paolo d'Argon                                                                                 |
| Cabiaglio                            | 1927 | da CO a VA |
| Cabiaglio                            | 1940 | cambia nome in Castello Cabiaglio                                                                                |
| Caccavero                            | 1907 | cambia nome in Campoverde                                                                                        |
| Ca' de' Bolli                        | 1869 | aggregato a San Martino in Strada                                                                                |
| Ca' de' Bonavogli                    | 1868 | aggregato a Derovere                                                                                             |
| Ca' de' Caggi                        | 1867 | aggregato a Torre de' Picenardi                                                                                  |
| Ca' de' Corti                        | 1868 | aggregato a Cingia de' Botti                                                                                     |
| Cadegliano                           | 1908 | distaccato da Viconago                                                                                           |
| Cadegliano                           | 1927 | da CO a VA |
| Cadegliano                           | 1928 | confluisce in Cadegliano-Viconago                                                                                |
| Ca' dell'Acqua                       | 1865 | aggregato a Borgo San Giovanni                                                                                   |
| Ca' della Terra                      | 1871 | aggregato a Fossarmato (nel 1939 passa a Cura Carpignano)                                                        |
| Ca' de' Mazzi                        | 1869 | aggregato a Livraga                                                                                              |
| Ca' de' Quinzani                     | 1865 | aggregato a Gadesco                                                                                              |
| Cadero con Graglio                   | 1927 | da CO a VA |
| Cadero con Graglio                   | 1928 | confluisce in Veddasca                                                                                           |
| Ca' de' Sfondrati                    | 1868 | aggregato a Ca' de' Stefani                                                                                      |
| Ca' de' Soresini                     | 1867 | aggregato a San Martino del Lago                                                                                 |
| Ca' de' Staoli                       | 1867 | aggregato a Pieve d'Olmi                                                                                         |
| Ca' de' Stefani                      | 1927 | aggregato a Vescovato                                                                                            |
| Ca' de' Tedioli                      | 1870 | aggregato a Corpisanti di Pavia (nel 1883 passa a Fossarmato e nel 1939 a Cura Carpignano)                       |
| Ca' de' Zecchi                       | 1879 | aggregato a Tavazzano con Villavesco                                                                             |
| Cadignano                            | 1927 | aggregato a Verolanuova                                                                                          |
| Cadrezzate                           | 1927 | da CO a VA |
| Cagliano                             | 1928 | confluisce in Colle Brianza                                                                                      |
| Caglio                               | 1928 | confluisce in Santa Valeria                                                                                      |
| Caglio                               | 1947 | distaccato da Santa Valeria                                                                                      |
| Caidate                              | 1869 | aggregato a Sumirago                                                                                             |
| Caiello                              | 1923 | aggregato a Gallarate                                                                                            |
| Caino                                | 1927 | aggregato a Nave                                                                                                 |
| Caino                                | 1956 | distaccato da Nave                                                                                               |
| Caionvico                            | 1928 | confluisce in Botticino (lo stesso anno passa a Brescia)                                                         |
| Cairate                              | 1927 | da MI a VA |
| Cairo                                | 1863 | cambia nome in Cairo Lomellino                                                                                   |
| Cairo Lomellino                      | 1890 | aggregato a Pieve del Cairo                                                                                      |
| Calcababbio                          | 1894 | cambia nome in Lungavilla                                                                                        |
| Calco                                | 1927 | confluisce in Olgiate Calco                                                                                      |
| Calco                                | 1953 | distaccato da Olgiate Calco                                                                                      |
| Calco                                | 1992 | da CO a LC |
| Calepio                              | 1927 | confluisce in Castelli Calepio                                                                                   |
| Calignano                            | 1872 | aggregato a Cura Carpignano                                                                                      |
| Calino                               | 1927 | aggregato a Cazzago San Martino                                                                                  |
| Calò                                 | 1869 | aggregato a Besana in Brianza                                                                                    |
| Calolzio                             | 1927 | confluisce in Calolziocorte                                                                                      |
| Calolziocorte                        | 1992 | da BG a LC |
| Calusco                              | 1883 | cambia nome in Calusco d'Adda                                                                                    |
| Calvagese                            | 1925 | cambia nome in Calvagese della Riviera                                                                           |
| Camairago                            | 1992 | da MI a LO |
| Cambiò                               | 1867 | aggregato a Gambarana                                                                                            |
| Camerata                             | 1863 | cambia nome in Camerata Cornello                                                                                 |
| Camerlata                            | 1884 | aggregato a Como                                                                                                 |
| Camignone                            | 1928 | aggregato a Passirano                                                                                            |
| Camnago                              | 1862 | cambia nome in Camnago San Martino                                                                               |
| Camnago di Uggiate                   | 1893 | cambia nome in Camnago Faloppia                                                                                  |
| Camnago Faloppia                     | 1928 | confluisce in Faloppio                                                                                           |
| Camnago San Martino                  | 1863 | cambia nome in Camnago Volta                                                                                     |
| Camnago Volta                        | 1943 | aggregato a Como                                                                                                 |
| Campagnano                           | 1863 | cambia nome in Campagnano Vedasca                                                                                |
| Campagnano Vedasca                   | 1927 | aggregato a Maccagno                                                                                             |
| Campagnano Vedasca                   | 1927 | da CO a VA |
| Campagnola                           | 1862 | cambia nome in Campagnola Cremasca                                                                               |
| Campagnola Cremasca                  | 1927 | aggregato a Cremosano                                                                                            |
| Campagnola Cremasca                  | 1953 | distaccato da Cremosano                                                                                          |
| Camparada                            | 2004 | da MI a MB |
| Campione                             | 1933 | cambia nome in Campione d'Italia                                                                                 |
| Campolungo                           | 1879 | aggregato a Cornegliano Laudense                                                                                 |
| Campomorto                           | 1871 | aggregato a Siziano                                                                                              |
| Camporinaldo                         | 1872 | aggregato a Miradolo Terme                                                                                       |
| Campospinoso                         | 1928 | confluisce in Campospinoso Albaredo                                                                              |
| Campospinoso                         | 1948 | distaccato da Campospinoso Albaredo                                                                              |
| Campospinoso                         | 2023 | aggrega Albaredo Arnaboldi                                                                                       |
| Campospinoso                         | 2023 | Cambia nome in Campospinoso Albaredo                                                                             |
| Campotartano                         | 1863 | cambia nome in Tartano                                                                                           |
| Campovico                            | 1938 | aggregato a Morbegno                                                                                             |
| Campoverde                           | 1927 | aggregato a Salò                                                                                                 |
| Candia                               | 1863 | cambia nome in Candia Lomellina                                                                                  |
| Canevino                             | 1936 | confluisce in Pometo                                                                                             |
| Canevino                             | 1947 | distaccato da Pometo                                                                                             |
| Canneto                              | 1862 | cambia nome in Canneto sull'Oglio                                                                                |
| Canneto sull'Oglio                   | 1866 | da BS a MN |
| Canova del Morbasco                  | 1867 | aggregato a Sesto ed Uniti                                                                                       |
| Canova Olzano                        | 1867 | aggregato a Soresina                                                                                             |
| Cansero                              | 1867 | aggregato a Cappella de' Picenardi                                                                               |
| Cantello                             | 1927 | da CO a VA |
| Cantonale                            | 1936 | aggregato a Chignolo Po                                                                                          |
| Cantonale                            | 1936 | da MI a PV |
| Capiago                              | 1928 | confluisce in Salvadera                                                                                          |
| Capiate                              | 1928 | aggregato a Olginate                                                                                             |
| Capolago                             | 1927 | aggregato a Varese                                                                                               |
| Capolago                             | 1927 | da CO a VA |
| Caponago                             | 2009 | da MI a MB |
| Capriano1                            | 1863 | cambia nome in Capriano di Brianza                                                                               |
| Capriano2                            | 1862 | cambia nome in Capriano del Colle                                                                                |
| Capriano del Colle                   | 1927 | confluisce in Capriano Azzano                                                                                    |
| Capriano del Colle                   | 1957 | distaccato da Capriano Azzano                                                                                    |
| Capriano di Brianza                  | 1869 | aggregato a Briosco                                                                                              |
| Capriate                             | 1863 | cambia nome in Capriate d'Adda                                                                                   |
| Capriate d'Adda                      | 1928 | confluisce in Capriate San Gervasio                                                                              |
| Capronno                             | 1927 | da CO a VA |
| Capronno                             | 1928 | aggregato ad Angera                                                                                              |
| Carate1                              | 1863 | cambia nome in Carate Brianza                                                                                    |
| Carate2                              | 1862 | cambia nome in Carate Lario                                                                                      |
| Carate Brianza                       | 2004 | da MI a MB |
| Carate Lario                         | 1927 | confluisce in Carate Urio                                                                                        |
| Caravate                             | 1927 | da CO a VA |
| Carbonara1                           | 1867 | cambia nome in Carbonara di Po                                                                                   |
| Carbonara2                           | 1863 | cambia nome in Carbonara al Ticino                                                                               |
| Carbonate                            | 1928 | confluisce in Seprio                                                                                             |
| Carbonate                            | 1953 | distaccato da Seprio                                                                                             |
| Carcano                              | 1928 | confluisce in Albavilla                                                                                          |
| Carcina                              | 1927 | confluisce in Villa Carcina                                                                                      |
| Cardana                              | 1927 | aggregato a Besozzo                                                                                              |
| Cardana                              | 1927 | da CO a VA |
| Cardano                              | 1864 | cambia nome in Cardano al Campo                                                                                  |
| Cardano al Campo                     | 1927 | da MI a VA |
| Carella con Mariaga                  | 1927 | confluisce in Eupilio                                                                                            |
| Carenno                              | 1992 | da BG a LC |
| Careno                               | 1928 | aggregato a Nesso                                                                                                |
| Carlazzo Valsolda                    | 1928 | confluisce in Carlazzo                                                                                           |
| Carnago                              | 1927 | da CO a VA |
| Carnate                              | 1869 | aggregato a Bernareggio                                                                                          |
| Carnate                              | 1909 | distaccato da Bernareggio                                                                                        |
| Carnate                              | 2004 | da MI a MB |
| Carobbio                             | 1928 | confluisce in Carobbio degli Angeli                                                                              |
| Caronno                              | 1863 | cambia nome in Caronno Milanese                                                                                  |
| Caronno Corbellaro                   | 1927 | aggregato a Castiglione Olona                                                                                    |
| Caronno Corbellaro                   | 1927 | da CO a VA |
| Caronno Ghiringhello                 | 1927 | da CO a VA |
| Caronno Ghiringhello                 | 1940 | cambia nome in Caronno Varesino                                                                                  |
| Caronno Milanese                     | 1927 | da MI a VA |
| Caronno Milanese                     | 1940 | cambia nome in Caronno Pertusella                                                                                |
| Carpaneta con Dosimo                 | 1928 | confluisce in Persico Dosimo                                                                                     |
| Carpignago                           | 1928 | aggregato a Giussago                                                                                             |
| Carpignano                           | 1863 | cambia nome in Cava Carpignano                                                                                   |
| Caruberto                            | 1867 | aggregato a San Martino del Lago                                                                                 |
| Carugo                               | 1929 | confluisce in Carugo Arosio                                                                                      |
| Carugo                               | 1950 | distaccato da Carugo Arosio                                                                                      |
| Carugo con Arosio                    | 1929 | cambia nome in Carugo Arosio                                                                                     |
| Carzago                              | 1925 | cambia nome in Carzago della Riviera                                                                             |
| Carzago della Riviera                | 1928 | aggregato a Calvagese della Riviera                                                                              |
| Casalbuttano                         | 1867 | cambia nome in Casalbuttano ed Uniti                                                                             |
| Casale1                              | 1863 | cambia nome in Casale Litta                                                                                      |
| Casale2                              | 1862 | cambia nome in Casale Cremasco                                                                                   |
| Casale Cremasco                      | 1934 | confluisce in Casale Cremasco-Vidolasco                                                                          |
| Casale Litta                         | 1927 | da MI a VA |
| Casaletto                            | 1863 | cambia nome in Casaletto Lodigiano                                                                               |
| Casaletto Lodigiano                  | 1992 | da MI a LO |
| Casalmaiocco                         | 1992 | da MI a LO |
| Casalmoro                            | 1866 | da BS a MN |
| Casaloldo                            | 1866 | da BS a MN |
| Casalorzo Geroldi                    | 1868 | aggregato a Derovere                                                                                             |
| Casalpoglio                          | 1866 | da BS a MN |
| Casalpoglio                          | 1873 | aggregato a Castel Goffredo                                                                                      |
| Casalpusterlengo                     | 1992 | da MI a LO |
| Casalromano                          | 1866 | da BS a MN |
| Casalsigone                          | 1866 | confluisce in Casalsigone ed Uniti                                                                               |
| Casalsigone ed Uniti                 | 1888 | cambia nome in Pozzaglio ed Uniti                                                                                |
| Casalzuigno                          | 1927 | da CO a VA |
| Casanova                             | 1864 | cambia nome in Casanova d'Uggiate                                                                                |
| Casanova del Morbasco                | 1867 | aggregato a Sesto ed Uniti                                                                                       |
| Casanova d'Offredi                   | 1867 | aggregato a Ca' d'Andrea                                                                                         |
| Casanova d'Uggiate                   | 1903 | cambia nome in Casanova Lanza                                                                                    |
| Casanova Lanza                       | 1928 | confluisce in Valmorea                                                                                           |
| Casargo                              | 1992 | da CO a LC |
| Casasco                              | 1863 | cambia nome in Casasco d'Intelvi                                                                                 |
| Casatenovo                           | 1992 | da CO a LC |
| Casatico                             | 1872 | aggregato a Giussago                                                                                             |
| Casciago                             | 1927 | da CO a VA |
| Cascine                              | 1863 | aggregato a Cassine Gandine                                                                                      |
| Caselle1                             | 1863 | cambia nome in Caselle Lurani                                                                                    |
| Caselle2                             | 1862 | cambia nome in Caselle d'Ozero                                                                                   |
| Caselle Badia                        | 1929 | cambia nome in Badia Pavese                                                                                      |
| Caselle d'Ozero                      | 1870 | aggregato a Coronate                                                                                             |
| Caselle Landi                        | 1992 | da MI a LO |
| Caselle Lurani                       | 1992 | da MI a LO |
| Casirago                             | 1880 | aggregato a Monticello Brianza                                                                                   |
| Casirate1                            | 1863 | cambia nome in Casirate d'Adda                                                                                   |
| Casirate2                            | 1862 | cambia nome in Casirate Olona                                                                                    |
| Casirate Olona                       | 1869 | aggregato a Lacchiarella                                                                                         |
| Casletto                             | 1928 | aggregato a Rogeno                                                                                               |
| Caslino1                             | 1863 | cambia nome in Caslino al Piano                                                                                  |
| Caslino2                             | 1863 | cambia nome in Caslino Piano d'Erba                                                                              |
| Caslino al Piano                     | 1928 | aggregato a Cadorago                                                                                             |
| Caslino Piano d'Erba                 | 1882 | cambia nome in Caslino d'Erba                                                                                    |
| Casnate                              | 1937 | confluisce in Casnate con Bernate                                                                                |
| Casolate                             | 1869 | aggregato a Zelo Buon Persico                                                                                    |
| Casone                               | 1870 | confluisce in Marcallo con Casone                                                                                |
| Casorate1                            | 1863 | cambia nome in Casorate Primo                                                                                    |
| Casorate2                            | 1862 | cambia nome in Casorate Sempione                                                                                 |
| Casorate Sempione                    | 1869 | aggregato ad Arsago Seprio                                                                                       |
| Casorate Sempione                    | 1901 | distaccato da Arsago Seprio                                                                                      |
| Casorate Sempione                    | 1927 | da MI a VA |
| Cassago                              | 1927 | confluisce in Cassago Brianza                                                                                    |
| Cassago Brianza                      | 1992 | da CO a LC |
| Cassano1                             | 1863 | cambia nome in Cassano Valcuvia                                                                                  |
| Cassano2                             | 1862 | cambia nome in Cassano Albese                                                                                    |
| Cassano Albese                       | 1928 | confluisce in Albese con Cassano                                                                                 |
| Cassano Magnago                      | 1927 | da MI a VA |
| Cassano Valcuvia                     | 1927 | da CO a VA |
| Cassina                              | 1865 | cambia nome in Cassina Valsassina                                                                                |
| Cassina Aliprandi                    | 1869 | aggregato a Lissone                                                                                              |
| Cassina Amata                        | 1869 | aggregato a Paderno Dugnano                                                                                      |
| Cassina Baraggia                     | 1866 | confluisce in Brugherio                                                                                          |
| Cassina de' Bracchi                  | 1874 | aggregato a Casatenovo                                                                                           |
| Cassina de' Gatti                    | 1869 | aggregato a Sesto San Giovanni                                                                                   |
| Cassina del Pero                     | 1894 | cambia nome in Pero                                                                                              |
| Cassina Ferrara                      | 1869 | aggregato a Saronno                                                                                              |
| Cassina Mariaga                      | 1927 | confluisce in Erba                                                                                               |
| Cassina Nuova                        | 1869 | aggregato a Bollate                                                                                              |
| Cassina Pertusella                   | 1863 | aggregato a Caronno Pertusella                                                                                   |
| Cassina Pobbia                       | 1880 | aggregato a Corbetta                                                                                             |
| Cassina Savina                       | 1869 | aggregato a Cesano Maderno                                                                                       |
| Cassina Triulza                      | 1869 | aggregato a Musocco                                                                                              |
| Cassina Valsassina                   | 1928 | aggregato a Cremeno                                                                                              |
| Cassina Valsassina                   | 1948 | distaccato da Cremeno                                                                                            |
| Cassina Valsassina                   | 1992 | da CO a LC |
| Cassina Verghera                     | 1869 | aggregato a Samarate                                                                                             |
| Cassine Calderari                    | 1871 | aggregato a Torre del Mangano                                                                                    |
| Cassine Gandine                      | 1929 | aggregato a Palazzo Pignano                                                                                      |
| Cassine Sirigari                     | 1871 | aggregato a Torre del Mangano                                                                                    |
| Cassine Tolentine                    | 1872 | aggregato a Torre d'Isola                                                                                        |
| Cassino                              | 1864 | cambia nome in Cassino Po                                                                                        |
| Cassino d'Alberi                     | 1869 | aggregato a Mulazzano                                                                                            |
| Cassino Po                           | 1869 | aggregato a Broni                                                                                                |
| Castagnate Olona                     | 1869 | aggregato a Castellanza                                                                                          |
| Castagnino Secco                     | 1868 | cambia nome in Castelverde                                                                                       |
| Castano                              | 1864 | cambia nome in Castano Primo                                                                                     |
| Castegnate                           | 1864 | cambia nome in Castegnate Olona                                                                                  |
| Castegnate Olona                     | 1869 | aggregato a Castellanza                                                                                          |
| Castellaro                           | 1867 | cambia nome in Castel d'Ario                                                                                     |
| Castelfranco                         | 1862 | cambia nome in Castelfranco d'Oglio                                                                              |
| Castelfranco d'Oglio                 | 1867 | aggregato a Drizzona                                                                                             |
| Castel Goffredo                      | 1866 | da BS a MN |
| Castel Lambro                        | 1872 | aggregato a Marzano                                                                                              |
| Castellanza                          | 1927 | da MI a VA |
| Castellaro de' Giorgi                | 1928 | confluisce in Torre Beretti e Castellaro                                                                         |
| Castellazzo de' Barzi                | 1870 | aggregato a Robecco sul Naviglio                                                                                 |
| Castelletto Mendosio                 | 1869 | aggregato ad Abbiategrasso                                                                                       |
| Castelletto Po                       | 1928 | confluisce in Castelletto di Branduzzo                                                                           |
| Castello1                            | 1863 | cambia nome in Castello sopra Lecco                                                                              |
| Castello2                            | 1863 | cambia nome in Castello Valtravaglia                                                                             |
| Castello3                            | 1862 | cambia nome in Castello Valsolda                                                                                 |
| Castello di Brianza                  | 1992 | da CO a LC |
| Castello sopra Lecco                 | 1923 | aggregato a Lecco                                                                                                |
| Castello Valsolda                    | 1927 | confluisce in Valsolda                                                                                           |
| Castello Valtravaglia                | 1927 | da CO a VA |
| Castello Valtravaglia                | 1928 | cambia nome in Castelveccana                                                                                     |
| Castellucchio                        | 1866 | da CR a MN |
| Castelnovate                         | 1869 | aggregato a Vizzola Ticino                                                                                       |
| Castelnuovo1                         | 1864 | cambia nome in Castel Mella                                                                                      |
| Castelnuovo2                         | 1863 | cambia nome in Castelnuovo Bazente                                                                               |
| Castelnuovo3                         | 1863 | cambia nome in Castelnuovo del Vescovo                                                                           |
| Castelnuovo4                         | 1862 | cambia nome in Castelnuovo Cremasco                                                                              |
| Castelnuovo Bazente                  | 1910 | cambia nome in Castelnuovo Bozzente                                                                              |
| Castelnuovo Bocca d'Adda             | 1992 | da MI a LO |
| Castelnuovo Bozzente                 | 1928 | confluisce in Figliaro (poi Mirabello Comasco)                                                                   |
| Castelnuovo Bozzente                 | 1948 | distaccato da Mirabello Comasco                                                                                  |
| Castelnuovo Cremasco                 | 1869 | aggregato a San Bernardino                                                                                       |
| Castelnuovo del Vescovo              | 1867 | aggregato a Pescarolo ed Uniti                                                                                   |
| Castelnuovo del Zappa                | 1868 | aggregato a Castelverde                                                                                          |
| Castelnuovo Gherardi                 | 1866 | confluisce in Casalsigone ed Uniti                                                                               |
| Castelponzone                        | 1934 | aggregato a Scandolara Ravara                                                                                    |
| Castelseprio                         | 1927 | da CO a VA |
| Castelseprio                         | 1928 | aggregato a Carnago                                                                                              |
| Castelseprio                         | 1947 | distaccato da Carnago                                                                                            |
| Castiglione1                         | 1863 | cambia nome in Castiglione d'Adda                                                                                |
| Castiglione2                         | 1863 | cambia nome in Castiglione d'Intelvi                                                                             |
| Castiglione3                         | 1863 | cambia nome in Castiglione Olona                                                                                 |
| Castiglione d'Adda                   | 1992 | da MI a LO |
| Castiglione delle Stiviere           | 1866 | da BS a MN |
| Castiglione Olona                    | 1927 | da CO a VA |
| Castione1                            | 1863 | cambia nome in Castione Andevenno                                                                                |
| Castione2                            | 1863 | cambia nome in Castione della Presolana                                                                          |
| Castiraga da Reggio                  | 1869 | aggregato a Marudo                                                                                               |
| Castiraga Vidardo                    | 1902 | distaccato da Marudo                                                                                             |
| Castiraga Vidardo                    | 1992 | da MI a LO |
| Castrezzone                          | 1928 | aggregato a Muscoline                                                                                            |
| Castronno                            | 1927 | da CO a VA |
| Cava                                 | 1863 | cambia nome in Cava Manara                                                                                       |
| Cava Carpignano                      | 1863 | cambia nome in Cura Carpignano                                                                                   |
| Cavacurta                            | 1992 | da MI a LO |
| Cavagnera                            | 1872 | aggregato a Vidigulfo                                                                                            |
| Cavaione                             | 1869 | aggregato a Truccazzano                                                                                          |
| Cavallara                            | 1868 | aggregato a San Martino in Beliseto                                                                              |
| Cavallasca                           | 1928 | confluisce in Lieto Colle                                                                                        |
| Cavallasca                           | 1956 | distaccato da Lieto Colle                                                                                        |
| Cavaria ed Uniti                     | 1924 | cambia nome in Cavaria con Premezzo                                                                              |
| Cavaria con Premezzo                 | 1927 | da MI a VA |
| Cava Tigozzi                         | 1867 | aggregato a Duemiglia                                                                                            |
| Cavenago1                            | 1863 | cambia nome in Cavenago d'Adda                                                                                   |
| Cavenago2                            | 1863 | cambia nome in Cavenago di Brianza                                                                               |
| Cavenago d'Adda                      | 1992 | da MI a LO |
| Cavenago di Brianza                  | 2004 | da MI a MB |
| Caversaccio                          | 1928 | confluisce in Valmorea                                                                                           |
| Caviaga                              | 1869 | aggregato a Cavenago d'Adda                                                                                      |
| Cavona                               | 1927 | da CO a VA |
| Cavona                               | 1928 | aggregato a Cuvio (nel 1956 passa a Cuveglio)                                                                    |
| Cavriana                             | 1866 | da BS a MN |
| Cazzago1                             | 1863 | cambia nome in Cazzago Brabbia                                                                                   |
| Cazzago2                             | 1863 | cambia nome in Cazzago San Martino                                                                               |
| Cazzago Brabbia                      | 1927 | da CO a VA |
| Cazzana Besana                       | 1863 | cambia nome in Cazzano Besana                                                                                    |
| Cazzano1                             | 1863 | cambia nome in Cazzano Sant'Andrea                                                                               |
| Cazzano2                             | 1862 | cambia nome in Cazzana Besana                                                                                    |
| Cazzano Besana                       | 1869 | aggregato a Besana in Brianza                                                                                    |
| Cazzano Sant'Andrea                  | 1928 | aggregato a Casnigo                                                                                              |
| Cazzano Sant'Andrea                  | 1960 | distaccato da Casnigo                                                                                            |
| Cazzimani                            | 1929 | cambia nome in Borgo Littorio                                                                                    |
| Cazzone                              | 1895 | cambia nome in Cantello                                                                                          |
| Cecima                               | 1928 | confluisce in Ponte Nizza                                                                                        |
| Cecima                               | 1956 | distaccato da Ponte Nizza                                                                                        |
| Cedrate                              | 1869 | aggregato a Gallarate                                                                                            |
| Celina                               | 1927 | confluisce in Leggiuno Sangiano (nel 1963 passa a Leggiuno)                                                      |
| Celina                               | 1927 | da CO a VA |
| Cella1                               | 1868 | aggregato a Pugnolo                                                                                              |
| Cella2                               | 1864 | cambia nome in Cella di Bobbio                                                                                   |
| Cella di Bobbio                      | 1929 | suddiviso tra il neoistituito Santa Margherita di Staffora e Varzi                                               |
| Celpenchio                           | 1869 | aggregato a Castelnovetto (nel 1890 passa a Cozzo)                                                               |
| Cenate                               | 1929 | confluisce in Cenate d'Argon                                                                                     |
| Cenate Sopra                         | 1927 | confluisce in Cenate (nel 1929 passa a Cenate d'Argon)                                                           |
| Cenate Sopra                         | 1947 | distaccato da Cenate d'Argon                                                                                     |
| Cenate Sotto                         | 1927 | confluisce in Cenate (nel 1929 passa a Cenate d'Argon)                                                           |
| Cenate Sotto                         | 1947 | distaccato da Cenate d'Argon                                                                                     |
| Centemero                            | 1870 | confluisce in Costa Masnaga                                                                                      |
| Cepino                               | 1927 | confluisce in Sant'Omobono Imagna                                                                                |
| Ceppeda                              | 1866 | aggregato a Ossago Lodigiano                                                                                     |
| Cerano                               | 1862 | cambia nome in Cerano d'Intelvi                                                                                  |
| Ceranova                             | 1929 | aggregato a Lardirago                                                                                            |
| Ceranova                             | 1947 | distaccato da Lardirago                                                                                          |
| Cerchiate                            | 1928 | aggregato a Pero                                                                                                 |
| Cereda                               | 1870 | aggregato a Perego                                                                                               |
| Ceresara                             | 1866 | da BS a MN |
| Ceriano                              | 1864 | cambia nome in Ceriano Laghetto                                                                                  |
| Ceriano Laghetto                     | 2004 | da MI a MB |
| Cernusco Lombardone                  | 1928 | confluisce in Cernusco Montevecchia                                                                              |
| Cernusco Lombardone                  | 1966 | distaccato da Cernusco Montevecchia                                                                              |
| Cernusco Lombardone                  | 1992 | da CO a LC |
| Cerretto                             | 1863 | cambia nome in Cerretto Lomellina                                                                                |
| Cerretto Lomellina                   | 1955 | cambia nome in Ceretto Lomellina                                                                                 |
| Cerro1                               | 1863 | cambia nome in Cerro Lago Maggiore                                                                               |
| Cerro2                               | 1862 | cambia nome in Cerro al Lambro                                                                                   |
| Cerro3                               | 1862 | cambia nome in Cerro Maggiore                                                                                    |
| Cerro Lago Maggiore                  | 1927 | confluisce in Laveno-Mombello                                                                                    |
| Cerro Lago Maggiore                  | 1927 | da CO a VA |
| Cerveno                              | 1927 | confluisce in Ceto-Cerveno                                                                                       |
| Cerveno                              | 1947 | distaccato da Ceto-Cerveno                                                                                       |
| Cervignano                           | 1931 | cambia nome in Cervignano d'Adda                                                                                 |
| Cervignano d'Adda                    | 1992 | da MI a LO |
| Cesana                               | 1863 | cambia nome in Cesana Brianza                                                                                    |
| Cesana Brianza                       | 1927 | confluisce in Cesello Brianza                                                                                    |
| Cesana Brianza                       | 1955 | distaccato da Cesello Brianza                                                                                    |
| Cesana Brianza                       | 1992 | da CO a LC |
| Cesano Maderno                       | 2004 | da MI a MB |
| Ceto                                 | 1927 | confluisce in Ceto-Cerveno                                                                                       |
| Ceto                                 | 1947 | distaccato da Ceto-Cerveno                                                                                       |
| Cevo                                 | 1927 | confluisce in Valsaviore                                                                                         |
| Cevo                                 | 1954 | distaccato da Valsaviore                                                                                         |
| Chiaravalle                          | 1862 | cambia nome in Chiaravalle Milanese                                                                              |
| Chiaravalle Milanese                 | 1923 | aggregato a Milano                                                                                               |
| Chiesa                               | 1940 | cambia nome in Chiesa in Valmalenco                                                                              |
| Chignolo1                            | 1864 | cambia nome in Chignolo d'Isola                                                                                  |
| Chignolo2                            | 1863 | cambia nome in Chignolo Po                                                                                       |
| Chignolo d'Isola                     | 1927 | confluisce in Centrisola                                                                                         |
| Chignolo d'Isola                     | 1948 | distaccato da Centrisola                                                                                         |
| Chiosi d'Adda Vigadore               | 1877 | aggregato a Lodi                                                                                                 |
| Chiosi di Porta Cremonese            | 1873 | confluisce in Chiosi Uniti con Bottedo                                                                           |
| Chiosi di Porta d'Adda               | 1870 | confluisce in Chiosi d'Adda Vigadore                                                                             |
| Chiosi di Porta Regale               | 1873 | confluisce in Chiosi Uniti con Bottedo                                                                           |
| Chiosi Uniti con Bottedo             | 1877 | aggregato a Lodi                                                                                                 |
| Chiuso                               | 1869 | confluisce in Maggianico (nel 1923 passa a Lecco)                                                                |
| Cignano                              | 1928 | aggregato a Offlaga                                                                                              |
| Cignone                              | 1867 | confluisce in Corte de' Cortesi con Cignone                                                                      |
| Ciliverghe                           | 1928 | aggregato a Mazzano                                                                                              |
| Cima                                 | 1928 | aggregato a Porlezza                                                                                             |
| Cimbergo                             | 1927 | confluisce in Cimbergo-Paspardo                                                                                  |
| Cimbergo                             | 1947 | distaccato da Cimbergo-Paspardo                                                                                  |
| Cimbro                               | 1869 | aggregato a Mornago (nel 1871 passa a Vergiate)                                                                  |
| Cimmo                                | 1927 | cambia nome in Tavernole Cimmo                                                                                   |
| Cinisello                            | 1928 | confluisce in Cinisello Balsamo                                                                                  |
| Cisano                               | 1863 | cambia nome in Cisano Bergamasco                                                                                 |
| Cislago                              | 1927 | da MI a VA |
| Cittiglio                            | 1927 | da CO a VA |
| Civate                               | 1992 | da CO a LC |
| Civello                              | 1928 | confluisce in Villa Guardia                                                                                      |
| Civenna                              | 2014 | aggregato a Bellagio                                                                                             |
| Cividate1                            | 1863 | cambia nome in Cividate al Piano                                                                                 |
| Cividate2                            | 1863 | cambia nome in Cividate Alpino                                                                                   |
| Cividate Alpino                      | 1887 | cambia nome in Cividate Camuno                                                                                   |
| Cividate Camuno                      | 1928 | confluisce in Cividate Malegno                                                                                   |
| Cividate Camuno                      | 1947 | distaccato da Cividate Malegno                                                                                   |
| Civiglio                             | 1943 | aggregato a Como                                                                                                 |
| Cizzago                              | 1927 | confluisce in Comezzano-Cizzago                                                                                  |
| Clanezzo                             | 1927 | cambia nome in Ubiale Clanezzo                                                                                   |
| Clivio                               | 1927 | aggregato a Viggiù                                                                                               |
| Clivio                               | 1927 | da CO a VA |
| Clivio                               | 1953 | distaccato da Viggiù                                                                                             |
| Clusane                              | 1873 | cambia nome in Clusane sul Lago                                                                                  |
| Clusane sul Lago                     | 1927 | aggregato a Iseo                                                                                                 |
| Coazzano                             | 1870 | aggregato a Vernate                                                                                              |
| Cocquio                              | 1927 | confluisce in Cocquio-Trevisago                                                                                  |
| Cocquio                              | 1927 | da CO a VA |
| Codogno                              | 1992 | da MI a LO |
| Cogliate                             | 1869 | aggregato a Ceriano Laghetto                                                                                     |
| Cogliate                             | 1919 | distaccato da Ceriano Laghetto                                                                                   |
| Cogliate                             | 2004 | da MI a MB |
| Colciago                             | 1883 | aggregato a Lurago d'Erba                                                                                        |
| Colere                               | 1927 | confluisce in Dezzo di Scalve                                                                                    |
| Colere                               | 1947 | distaccato da Dezzo di Scalve                                                                                    |
| Colico                               | 1992 | da CO a LC |
| Colle Brianza                        | 1992 | da CO a LC |
| Colnago                              | 1870 | aggregato a Cornate                                                                                              |
| Cologna                              | 1928 | confluisce in Castello di Brianza                                                                                |
| Cologno1                             | 1863 | cambia nome in Casalmaiocco                                                                                      |
| Cologno2                             | 1863 | cambia nome in Cologno al Serio                                                                                  |
| Cologno3                             | 1862 | cambia nome in Cologno Monzese                                                                                   |
| Colognola                            | 1863 | cambia nome in Colognola del Piano                                                                               |
| Colognola del Piano                  | 1927 | aggregato a Bergamo                                                                                              |
| Colombaro                            | 1928 | confluisce in Corte Franca                                                                                       |
| Colombarolo                          | 1867 | aggregato a Voltido                                                                                              |
| Colonno                              | 1928 | confluisce in Isola Comacina                                                                                     |
| Colonno                              | 1950 | distaccato da Isola Comacina                                                                                     |
| Colzano                              | 1865 | confluisce in Veduggio con Colzano (nel 1928 passa a Renate Veduggio e nel 1956 di nuovo a Veduggio con Colzano) |
| Comabbio                             | 1927 | da CO a VA |
| Comairano                            | 1871 | aggregato a San Genesio ed Uniti                                                                                 |
| Comazzo                              | 1992 | da MI a LO |
| Comerio                              | 1927 | da CO a VA |
| Comero                               | 1928 | aggregato a Casto                                                                                                |
| Comezzano                            | 1927 | confluisce in Comezzano-Cizzago                                                                                  |
| Commessaggio                         | 1866 | da CR a MN |
| Comune della Valsolda                | 1928 | cambia nome in Valsolda                                                                                          |
| Concenedo                            | 1928 | aggregato a Barzio                                                                                               |
| Concesa                              | 1869 | aggregato a Trezzo sull'Adda                                                                                     |
| Concorezzo                           | 2004 | da MI a MB |
| Consiglio di Rumo                    | 1928 | aggregato a Gravedona                                                                                            |
| Consiglio di Rumo                    | 1948 | distaccato da Gravedona                                                                                          |
| Consonno                             | 1928 | aggregato a Olginate                                                                                             |
| Contra                               | 1928 | aggregato a Missaglia                                                                                            |
| Copreno                              | 1869 | aggregato a Lentate sul Seveso                                                                                   |
| Corbesate                            | 1872 | aggregato a Bornasco                                                                                             |
| Corenno                              | 1864 | cambia nome in Corenno Plinio                                                                                    |
| Corenno Plinio                       | 1927 | aggregato a Dervio                                                                                               |
| Corgeno                              | 1869 | aggregato a Vergiate                                                                                             |
| Cormano e Brusuglio                  | 1863 | cambia nome in Cormano                                                                                           |
| Corna                                | 1863 | cambia nome in Corna Imagna                                                                                      |
| Cornalba                             | 1927 | aggregato a Serina                                                                                               |
| Cornalba                             | 1966 | distaccato da Serina                                                                                             |
| Cornale                              | 2014 | confluisce in Cornale e Bastida                                                                                  |
| Cornate                              | 1924 | cambia nome in Cornate d'Adda                                                                                    |
| Cornate d'Adda                       | 2009 | da MI a MB |
| Cornegliano                          | 1863 | cambia nome in Cornegliano Laudense                                                                              |
| Cornegliano Laudense                 | 1992 | da MI a LO |
| Corneliano                           | 1862 | cambia nome in Corneliano Bertario                                                                               |
| Corneliano Bertario                  | 1869 | aggregato a Truccazzano                                                                                          |
| Corno Giovine                        | 1992 | da MI a LO |
| Cornovecchio                         | 1992 | da MI a LO |
| Coronate                             | 1871 | cambia nome in Morimondo                                                                                         |
| Corpi Santi di Cremona               | 1871 | aggregato a Cremona                                                                                              |
| Corpi Santi di Milano                | 1873 | aggregato a Milano                                                                                               |
| Corpisanti di Pavia                  | 1883 | suddiviso tra Fossarmato e Pavia                                                                                 |
| Correzzana                           | 2004 | da MI a MB |
| Cortabbio                            | 1927 | aggregato a Primaluna                                                                                            |
| Corte                                | 1927 | confluisce in Calolziocorte                                                                                      |
| Corte de' Cortesi                    | 1867 | confluisce in Corte de' Cortesi con Cignone                                                                      |
| Corte Madama                         | 1867 | aggregato a Castelleone                                                                                          |
| Cortenedolo                          | 1927 | aggregato a Edolo                                                                                                |
| Corteno                              | 1956 | cambia nome in Corteno Golgi                                                                                     |
| Cortenova                            | 1992 | da CO a LC |
| Corte Palasio                        | 1992 | da MI a LO |
| Corte Sant'Andrea                    | 1869 | aggregato a Senna Lodigiana                                                                                      |
| Cortetano                            | 1867 | aggregato a Sesto ed Uniti                                                                                       |
| Corticelle                           | 1862 | cambia nome in Corticelle Pieve                                                                                  |
| Corticelle Pieve                     | 1928 | aggregato a Dello                                                                                                |
| Corvino                              | 1871 | cambia nome in Corvino San Quirico                                                                               |
| Cosio                                | 1863 | cambia nome in Cosio Valtellino                                                                                  |
| Cossano                              | 1863 | cambia nome in Due Cossani                                                                                       |
| Cossirano                            | 1928 | aggregato a Trenzano                                                                                             |
| Costa                                | 1864 | cambia nome in Costa Valle Imagna                                                                                |
| Costa al Lambro                      | 1869 | aggregato a Carate Brianza                                                                                       |
| Costa di Mezzate                     | 1927 | cambia nome in Costa di Monticelli                                                                               |
| Costa di Monticelli                  | 1964 | cambia nome in Costa di Mezzate                                                                                  |
| Costa di Serina                      | 1927 | confluisce in Algua                                                                                              |
| Costa di Serina                      | 1948 | distaccato da Algua                                                                                              |
| Costa Lombarda                       | 1862 | cambia nome in Costa al Lambro                                                                                   |
| Costa Masnaga                        | 1992 | da CO a LC |
| Costa Sant'Abramo                    | 1868 | aggregato a Castelverde                                                                                          |
| Costa San Zenone                     | 1863 | cambia nome in Costa de' Nobili                                                                                  |
| Crandola                             | 1928 | aggregato a Margno                                                                                               |
| Crandola                             | 1957 | distaccato da Margno                                                                                             |
| Crandola                             | 1962 | cambia nome in Crandola Valsassina                                                                               |
| Crandola Valsassina                  | 1992 | da CO a LC |
| Credera                              | 1868 | confluisce in Credera con Rovere                                                                                 |
| Credera con Rovere                   | 1928 | confluisce in Credera Rubbiano                                                                                   |
| Cremella                             | 1928 | aggregato a Barzanò                                                                                              |
| Cremella                             | 1953 | distaccato da Barzanò                                                                                            |
| Cremella                             | 1992 | da CO a LC |
| Cremenaga                            | 1927 | da CO a VA |
| Cremeno                              | 1992 | da CO a LC |
| Cremezzano                           | 1927 | aggregato a San Paolo                                                                                            |
| Cremnago                             | 1929 | aggregato a Inverigo                                                                                             |
| Cremona                              | 1920 | cambia nome in Cremona ed Uniti                                                                                  |
| Cremona ed Uniti                     | 1940 | cambia nome in Cremona                                                                                           |
| Crenna                               | 1923 | aggregato a Gallarate                                                                                            |
| Crescenzago                          | 1923 | aggregato a Milano                                                                                               |
| Crespiatica                          | 1992 | da MI a LO |
| Cressogno                            | 1927 | confluisce in Valsolda                                                                                           |
| Crevenna                             | 1927 | confluisce in Erba                                                                                               |
| Croce                                | 1928 | aggregato a Menaggio                                                                                             |
| Crosio della Valle                   | 1927 | da CO a VA |
| Crugnola                             | 1869 | aggregato a Mornago                                                                                              |
| Cuasso al Monte                      | 1927 | da CO a VA |
| Cugliate                             | 1927 | da CO a VA |
| Cugliate                             | 1928 | confluisce in Val Marchirolo                                                                                     |
| Cugliate                             | 1955 | distaccato da Val Marchirolo                                                                                     |
| Cugliate                             | 1955 | cambia nome in Cugliate-Fabiasco                                                                                 |
| Cumignano                            | 1862 | cambia nome in Cumignano sul Naviglio                                                                            |
| Cunardo                              | 1927 | da CO a VA |
| Curdomo                              | 1947 | separato fra Curno e Mozzo                                                                                       |
| Curiglia                             | 1927 | da CO a VA |
| Curiglia                             | 1928 | cambia nome in Curiglia con Monteviasco                                                                          |
| Curnasco                             | 1928 | aggregato a Treviolo                                                                                             |
| Curno                                | 1927 | confluisce in Curdomo                                                                                            |
| Curno                                | 1947 | distaccato da Curdomo                                                                                            |
| Cusano                               | 1862 | cambia nome in Cusano sul Seveso                                                                                 |
| Cusano sul Seveso                    | 1915 | cambia nome in Cusano Milanino                                                                                   |
| Cuveglio                             | 1863 | cambia nome in Cuveglio in Valle                                                                                 |
| Cuveglio in Valle                    | 1927 | da CO a VA |
| Cuveglio in Valle                    | 1928 | aggregato a Cuvio                                                                                                |
| Cuveglio in Valle                    | 1956 | distaccato da Cuvio                                                                                              |
| Cuveglio in Valle                    | 1956 | cambia nome in Cuveglio                                                                                          |
| Cuvio                                | 1927 | da CO a VA |
| Cuvirone                             | 1869 | aggregato a Vergiate                                                                                             |
| Dairago                              | 1869 | aggregato ad Arconate                                                                                            |
| Dairago                              | 1958 | distaccato da Arconate                                                                                           |
| Dalmine                              | 1863 | cambia nome in Sabbio1                                                                                           |
| Darfo                                | 1969 | cambia nome in Darfo Boario Terme                                                                                |
| Dasio                                | 1927 | confluisce in Valsolda                                                                                           |
| Daverio                              | 1927 | da CO a VA |
| Degagna                              | 1928 | aggregato a Vobarno                                                                                              |
| Dergano                              | 1868 | aggregato ad Affori                                                                                              |
| Dervio                               | 1992 | da CO a LC |
| Desenzano1                           | 1863 | cambia nome in Desenzano al Serio                                                                                |
| Desenzano2                           | 1862 | cambia nome in Desenzano sul Lago                                                                                |
| Desenzano al Serio                   | 1928 | aggregato ad Albino                                                                                              |
| Desenzano sul Lago                   | 1926 | cambia nome in Desenzano del Garda                                                                               |
| Desio                                | 2004 | da MI a MB |
| Dolzago                              | 1992 | da CO a LC |
| Donelasco                            | 1929 | aggregato a Santa Maria della Versa                                                                              |
| Dorio                                | 1927 | aggregato a Dervio                                                                                               |
| Dorio                                | 1950 | distaccato da Dervio                                                                                             |
| Dorio                                | 1992 | da CO a LC |
| Dosolo                               | 1866 | da CR a MN |
| Dosso Baroardo                       | 1865 | confluisce in Tredossi                                                                                           |
| Dosso de' Frati                      | 1868 | aggregato a Cella Dati                                                                                           |
| Dosso del Liro                       | 1928 | aggregato a Gravedona                                                                                            |
| Dosso del Liro                       | 1948 | distaccato da Gravedona                                                                                          |
| Dozio                                | 1927 | aggregato a Valgreghentino                                                                                       |
| Drano                                | 1927 | confluisce in Valsolda                                                                                           |
| Drezzo                               | 1928 | confluisce in Lieto Colle                                                                                        |
| Drezzo                               | 1956 | distaccato da Lieto Colle                                                                                        |
| Drezzo                               | 2014 | confluisce in Colverde                                                                                           |
| Due Cossani                          | 1927 | da CO a VA |
| Due Cossani                          | 1928 | aggregato a Dumenza                                                                                              |
| Duemiglia                            | 1920 | aggregato a Cremona                                                                                              |
| Dugnano                              | 1869 | aggregato a Paderno Dugnano                                                                                      |
| Dumenza                              | 1927 | da CO a VA |
| Duno                                 | 1927 | da CO a VA |
| Duno                                 | 1928 | aggregato a Cuvio                                                                                                |
| Duno                                 | 1954 | distaccato da Cuvio                                                                                              |
| Ello                                 | 1992 | da CO a LC |
| Endenna                              | 1928 | aggregato a Zogno                                                                                                |
| Endine                               | 1928 | confluisce in Endine Gaiano                                                                                      |
| Erba                                 | 1906 | confluisce in Erba-Incino                                                                                        |
| Erba-Incino                          | 1927 | confluisce in Erba                                                                                               |
| Erbanno                              | 1929 | aggregato a Darfo Boario Terme                                                                                   |
| Erve                                 | 1992 | da BG a LC |
| Esino Inferiore                      | 1927 | confluisce in Esino Lario                                                                                        |
| Esino Lario                          | 1992 | da CO a LC |
| Esino Superiore                      | 1927 | confluisce in Esino Lario                                                                                        |
| Esmate                               | 1928 | confluisce in Solto Collina                                                                                      |
| Fabbrica                             | 1863 | cambia nome in Fabbrica Durini                                                                                   |
| Fabbrica Durini                      | 1928 | aggregato ad Alzate Brianza                                                                                      |
| Fabiasco                             | 1927 | da CO a VA |
| Fabiasco                             | 1928 | confluisce in Val Marchirolo (nel 1955 passa a Cugliate Fabiasco)                                                |
| Faedo                                | 1928 | cambia nome in Faedo Valtellino                                                                                  |
| Fagnano1                             | 1862 | cambia nome in Fagnano Olona                                                                                     |
| Fagnano2                             | 1862 | cambia nome in Fagnano sul Naviglio                                                                              |
| Fagnano Olona                        | 1927 | da MI a VA |
| Fagnano sul Naviglio                 | 1869 | aggregato a Gaggiano                                                                                             |
| Fara1                                | 1864 | cambia nome in Fara d'Adda                                                                                       |
| Fara2                                | 1864 | cambia nome in Fara Olivana con Sola                                                                             |
| Fara d'Adda                          | 1906 | cambia nome in Fara Gera d'Adda                                                                                  |
| Farinate                             | 1868 | aggregato a Capralba                                                                                             |
| Farvengo                             | 1927 | aggregato a Borgo San Giacomo                                                                                    |
| Faverzano                            | 1928 | aggregato a Offlaga                                                                                              |
| Fengo                                | 1867 | aggregato ad Acquanegra Cremonese                                                                                |
| Ferno                                | 1927 | da MI a VA |
| Ferrera1                             | 1863 | cambia nome in Ferrera di Varese                                                                                 |
| Ferrera2                             | 1863 | cambia nome in Ferrera Erbognone                                                                                 |
| Ferrera di Varese                    | 1927 | da CO a VA |
| Fiesse                               | 1929 | aggregato a Gambara                                                                                              |
| Fiesse                               | 1950 | distaccato da Gambara                                                                                            |
| Figino1                              | 1862 | cambia nome in Figino di Milano                                                                                  |
| Figino2                              | 1862 | cambia nome in Figino Serenza                                                                                    |
| Figino di Milano                     | 1869 | aggregato a Trenno                                                                                               |
| Figliaro                             | 1931 | cambia nome in Mirabello Comasco                                                                                 |
| Filago                               | 1927 | aggregato a Marne                                                                                                |
| Fino1                                | 1879 | cambia nome in Fino Mornasco                                                                                     |
| Fino2                                | 1863 | cambia nome in Fino del Monte                                                                                    |
| Fino del Monte                       | 1929 | confluisce in Rovetta con Fino                                                                                   |
| Fino del Monte                       | 1947 | distaccato da Rovetta con Fino                                                                                   |
| Fiorano                              | 1863 | cambia nome in Fiorano al Serio                                                                                  |
| Fiorano al Serio                     | 1927 | aggregato a Gazzaniga                                                                                            |
| Fiorano al Serio                     | 1948 | distaccato da Gazzaniga                                                                                          |
| Fiumenero                            | 1927 | confluisce in Valbondione                                                                                        |
| Fiumicello                           | 1867 | cambia nome in Fiumicello Urago                                                                                  |
| Fiumicello Urago                     | 1880 | aggregato a Brescia                                                                                              |
| Flero                                | 1927 | confluisce in Poncarale Flero                                                                                    |
| Flero                                | 1956 | distaccato da Poncarale Flero                                                                                    |
| Folzano                              | 1865 | aggregato a San Nazzaro Mella                                                                                    |
| Fombio                               | 1992 | da MI a LO |
| Fondra                               | 1928 | confluisce in Isola di Fondra                                                                                    |
| Fonteno                              | 1928 | confluisce in Solto Collina                                                                                      |
| Fonteno                              | 1948 | distaccato da Solto Collina                                                                                      |
| Foppa                                | 1863 | aggregato a San Zeno e Foppa                                                                                     |
| Forcello                             | 1867 | aggregato a Stagno Lombardo                                                                                      |
| Foresto                              | 1863 | cambia nome in Foresto Sparso                                                                                    |
| Fornovo                              | 1863 | cambia nome in Fornovo di San Giovanni                                                                           |
| Fornovo di San Giovanni              | 1964 | cambia nome in Fornovo San Giovanni                                                                              |
| Fossa Guazzona                       | 1867 | aggregato a Ca' d'Andrea                                                                                         |
| Fossarmato                           | 1939 | suddiviso tra Cura Carpignano e Pavia                                                                            |
| Fracchia                             | 1868 | aggregato a Spino d'Adda                                                                                         |
| Frerola                              | 1927 | confluisce in Algua                                                                                              |
| Frontignano                          | 1927 | aggregato a Barbariga                                                                                            |
| Fuipiano                             | 1864 | cambia nome in Fuipiano al Brembo                                                                                |
| Fuipiano al Brembo                   | 1928 | suddiviso tra San Giovanni Bianco e San Pellegrino Terme                                                         |
| Furato                               | 1870 | aggregato a Inveruno                                                                                             |
| Gabbiano1                            | 1863 | cambia nome in Borgo San Giacomo                                                                                 |
| Gabbiano2                            | 1862 | cambia nome in Castel Gabbiano                                                                                   |
| Gabbioneta                           | 1928 | confluisce in Gabbioneta-Binanuova                                                                               |
| Gadesco                              | 1928 | confluisce in Gadesco-Pieve Delmona                                                                              |
| Gaggino                              | 1928 | confluisce in Faloppio                                                                                           |
| Galbiate                             | 1992 | da CO a LC |
| Galgagnano                           | 1992 | da MI a LO |
| Gallarate                            | 1927 | da MI a VA |
| Galliate                             | 1863 | cambia nome in Galliate Lombardo                                                                                 |
| Galliate Lombardo                    | 1927 | da CO a VA |
| Gambina Barchetti                    | 1868 | aggregato a Grontardo                                                                                            |
| Gandellino                           | 1927 | aggregato a Gromo                                                                                                |
| Gandellino                           | 1954 | distaccato da Gromo                                                                                              |
| Gandini                              | 1863 | aggregato a Cassine Gandine                                                                                      |
| Garabiolo                            | 1927 | aggregato a Maccagno                                                                                             |
| Garabiolo                            | 1927 | da CO a VA |
| Garbagnate                           | 1864 | cambia nome in Garbagnate Milanese                                                                               |
| Garbagnate Monastero                 | 1992 | da CO a LC |
| Garbatola                            | 1869 | aggregato a Nerviano                                                                                             |
| Gardone                              | 1863 | cambia nome in Gardone Val Trompia                                                                               |
| Garegnano                            | 1869 | aggregato a Musocco                                                                                              |
| Garlate                              | 1992 | da CO a LC |
| Gattera Maiocca                      | 1869 | aggregato a Codogno                                                                                              |
| Gaverina                             | 1968 | cambia nome in Gaverina Terme                                                                                    |
| Gavirate                             | 1927 | da CO a VA |
| Gazzada                              | 1927 | confluisce in Gazzada Schianno                                                                                   |
| Gazzada                              | 1927 | da CO a VA |
| Gazzo                                | 1868 | aggregato a Pieve San Giacomo                                                                                    |
| Gazzoldo                             | 1866 | da CR a MN |
| Gazzoldo                             | 1879 | cambia nome in Gazoldo degli Ippoliti                                                                            |
| Gazzuolo                             | 1866 | da CR a MN |
| Gemonio                              | 1927 | da CO a VA |
| Gera                                 | 1929 | cambia nome in Gera Lario                                                                                        |
| Gere del Pesce                       | 1863 | aggregato a Stagno Lombardo                                                                                      |
| Gerenzano                            | 1927 | da MI a VA |
| Gerenzano                            | 1928 | aggregato a Saronno                                                                                              |
| Gerenzano                            | 1950 | distaccato da Saronno                                                                                            |
| Germanedo                            | 1923 | aggregato a Lecco                                                                                                |
| Germasino                            | 1928 | confluisce in Stazzona Germasino                                                                                 |
| Germasino                            | 1954 | distaccato da Stazzona Germasino                                                                                 |
| Germignaga                           | 1927 | da CO a VA |
| Germignaga                           | 1928 | aggregato a Luino                                                                                                |
| Germignaga                           | 1947 | distaccato da Luino                                                                                              |
| Gerola1                              | 1863 | cambia nome in Gerola Alta                                                                                       |
| Gerola2                              | 1863 | cambia nome in Gerolanuova                                                                                       |
| Gerolanuova                          | 1928 | aggregato a Pompiano                                                                                             |
| Gerosa                               | 2014 | confluisce in Val Brembilla                                                                                      |
| Gerrechiozzo                         | 1872 | aggregato a Cava Manara                                                                                          |
| Giovenzano                           | 1872 | aggregato a Vellezzo Bellini                                                                                     |
| Gironico                             | 2014 | confluisce in Colverde                                                                                           |
| Giussano                             | 2004 | da MI a MB |
| Godiasco                             | 2012 | cambia nome in Godiasco Salice Terme                                                                             |
| Goglione Sopra                       | 1928 | confluiscono in Prevalle                                                                                         |
| Goglione Sotto                       | 1928 | confluiscono in Prevalle                                                                                         |
| Goido                                | 1928 | aggregato a Mede                                                                                                 |
| Goito                                | 1866 | da BS a MN |
| Golasecca                            | 1927 | da MI a VA |
| Gorla                                | 1864 | cambia nome in Gorla Primo                                                                                       |
| Gorla Maggiore                       | 1870 | aggregato a Gorla Minore                                                                                         |
| Gorla Maggiore                       | 1916 | distaccato da Gorla Minore                                                                                       |
| Gorla Maggiore                       | 1927 | da MI a VA |
| Gorla Minore                         | 1927 | da MI a VA |
| Gorlaprecotto                        | 1923 | aggregato a Milano                                                                                               |
| Gorla Primo                          | 1920 | confluisce in Gorlaprecotto                                                                                      |
| Gornate Inferiore                    | 1927 | da CO a VA |
| Gornate Inferiore                    | 1928 | cambia nome in Gornate-Olona                                                                                     |
| Gornate Superiore                    | 1927 | aggregato a Castiglione Olona                                                                                    |
| Gornate Superiore                    | 1927 | da CO a VA |
| Gorzone                              | 1929 | aggregato a Darfo Boario Terme                                                                                   |
| Gottro                               | 1928 | confluisce in Carlazzo                                                                                           |
| Gradella                             | 1868 | aggregato a Pandino                                                                                              |
| Graffignana                          | 1992 | da MI a LO |
| Graglio con Cadero                   | 1877 | cambia nome in Cadero con Graglio                                                                                |
| Grancino                             | 1870 | aggregato a Buccinasco                                                                                           |
| Grandola                             | 1927 | confluisce in Grandola ed Uniti                                                                                  |
| Grantola                             | 1927 | confluisce in Montegrino Valtravaglia                                                                            |
| Grantola                             | 1927 | da CO a VA |
| Grantola                             | 1957 | distaccato da Montegrino Valtravaglia                                                                            |
| Gravedona                            | 2011 | cambia nome in Gravedona ed Uniti                                                                                |
| Gravellona                           | 1863 | cambia nome in Gravellona Lomellina                                                                              |
| Grazzanello                          | 1869 | aggregato a Mairago                                                                                              |
| Greco Milanese                       | 1923 | aggregato a Milano                                                                                               |
| Grevo                                | 1927 | cambia nome in Cedegolo                                                                                          |
| Grignano                             | 1928 | confluisce in Brembate                                                                                           |
| Grona                                | 1927 | confluisce in Grandola ed Uniti                                                                                  |
| Grone                                | 1928 | confluisce in Borgounito                                                                                         |
| Grone                                | 1947 | distaccato da Borgounito                                                                                         |
| Grontorto                            | 1867 | aggregato a Barzaniga                                                                                            |
| Gropello                             | 1863 | cambia nome in Gropello Lomellino                                                                                |
| Gropello Lomellino                   | 1888 | cambia nome in Gropello Cairoli                                                                                  |
| Groppello                            | 1862 | cambia nome in Groppello d'Adda                                                                                  |
| Groppello d'Adda                     | 1869 | aggregato a Cassano d'Adda                                                                                       |
| Grumello                             | 1862 | cambia nome in Grumello con Farvengo Cremonese                                                                   |
| Grumello con Farvengo Cremonese      | 1915 | cambia nome in Grumello Cremonese ed Uniti                                                                       |
| Grumello del Piano                   | 1927 | aggregato a Bergamo                                                                                              |
| Grumello de' Zanchi                  | 1928 | aggregato a Zogno                                                                                                |
| Gualdrasco                           | 1872 | aggregato a Bornasco                                                                                             |
| Guardamiglio                         | 1992 | da MI a LO |
| Guazzina                             | 1865 | aggregato a Borgo San Giovanni                                                                                   |
| Gugnano                              | 1870 | aggregato a Casaletto Lodigiano                                                                                  |
| Guidizzolo                           | 1866 | da BS a MN |
| Guignano                             | 1863 | cambia nome in Siziano                                                                                           |
| Guinzano                             | 1872 | aggregato a Carpignago                                                                                           |
| Gurone                               | 1927 | aggregato a Malnate                                                                                              |
| Gurone                               | 1927 | da CO a VA |
| Hano                                 | 1907 | cambia nome in Capovalle                                                                                         |
| Imberido                             | 1928 | aggregato a Oggiono                                                                                              |
| Imbersago                            | 1928 | aggregato a Robbiate                                                                                             |
| Imbersago                            | 1948 | distaccato da Robbiate                                                                                           |
| Imbersago                            | 1992 | da CO a LC |
| Inarzo                               | 1958 | distaccato da Casale Litta                                                                                       |
| Incino                               | 1906 | confluisce in Erba-Incino                                                                                        |
| Incirano                             | 1869 | aggregato a Paderno Dugnano                                                                                      |
| Indovero                             | 1928 | aggregato a Casargo                                                                                              |
| Induno1                              | 1863 | cambia nome in Induno Olona                                                                                      |
| Induno2                              | 1862 | cambia nome in Induno Ticino                                                                                     |
| Induno Olona                         | 1927 | aggregato a Varese                                                                                               |
| Induno Olona                         | 1927 | da CO a VA |
| Induno Olona                         | 1950 | distaccato da Varese                                                                                             |
| Induno Ticino                        | 1870 | confluisce in Robecchetto con Induno                                                                             |
| Intimiano                            | 1928 | confluisce in Capiago Intimiano                                                                                  |
| Introbio                             | 1992 | da CO a LC |
| Introzzo                             | 1992 | da CO a LC |
| Inverno                              | 1961 | cambia nome in Inverno e Monteleone                                                                              |
| Inzino                               | 1927 | aggregato a Gardone Val Trompia                                                                                  |
| Irma                                 | 1927 | aggregato a Bovegno                                                                                              |
| Irma                                 | 1955 | distaccato da Bovegno                                                                                            |
| Isola                                | 1863 | cambia nome in Isolato                                                                                           |
| Isola Balba                          | 1869 | aggregato a Mulazzano                                                                                            |
| Isola Pescaroli                      | 1867 | aggregato a San Daniele Po                                                                                       |
| Isolato                              | 1983 | cambia nome in Madesimo                                                                                          |
| Isolello                             | 1867 | aggregato a Cappella de' Picenardi                                                                               |
| Ispra                                | 1927 | da CO a VA |
| Jerago                               | 1872 | aggregato a Jerago con Besnate (nel 1892 passa a Jerago con Besnate e Orago e nel 1907 a Jerago con Orago)       |
| Jerago con Besnate                   | 1872 | distaccato in parte da Arsago Seprio                                                                             |
| Jerago con Besnate                   | 1892 | confluisce in Jerago con Besnate ed Orago                                                                        |
| Jerago con Besnate ed Orago          | 1907 | suddiviso tra Besnate e Jerago con Orago                                                                         |
| Jerago con Orago                     | 1907 | distaccato da Jerago con Besnate ed Orago                                                                        |
| Jerago con Orago                     | 1927 | da MI a VA |
| Laglio                               | 1928 | cambia nome in Laglio-Brienno                                                                                    |
| Laglio-Brienno                       | 1948 | cambia nome in Laglio                                                                                            |
| Lambrate                             | 1923 | aggregato a Milano                                                                                               |
| Lanzo                                | 1862 | cambia nome in Lanzo d'Intelvi                                                                                   |
| Laorca                               | 1923 | aggregato a Lecco                                                                                                |
| Lardera                              | 1866 | aggregato a Cornovecchio                                                                                         |
| Lavena                               | 1927 | da CO a VA |
| Lavena                               | 1927 | cambia nome in Lavena Ponte Tresa                                                                                |
| Laveno                               | 1927 | confluisce in Laveno-Mombello                                                                                    |
| Laveno                               | 1927 | da CO a VA |
| Lazzate                              | 1869 | aggregato a Misinto                                                                                              |
| Lazzate                              | 1905 | distaccato da Misinto                                                                                            |
| Lazzate                              | 2004 | da MI a MB |
| Lecco                                | 1992 | da CO a LC |
| Leggiuno                             | 1927 | confluisce in Leggiuno Sangiano                                                                                  |
| Leggiuno                             | 1927 | da CO a VA |
| Leggiuno                             | 1963 | distaccato da Leggiuno Sangiano                                                                                  |
| Lemna                                | 1928 | confluisce in Faggeto Lario                                                                                      |
| Lenna                                | 1927 | confluisce in San Martino de' Calvi                                                                              |
| Lenna                                | 1956 | distaccato da San Martino de' Calvi                                                                              |
| Lenno                                | 1928 | confluisce in Tremezzina                                                                                         |
| Lenno                                | 1947 | distaccato da Tremezzina                                                                                         |
| Lenno                                | 2014 | confluisce in Tremezzina                                                                                         |
| Lentate1                             | 1863 | cambia nome in Lentate Verbano                                                                                   |
| Lentate2                             | 1862 | cambia nome in Lentate sul Seveso                                                                                |
| Lentate sul Seveso                   | 2009 | da MI a MB |
| Lentate Verbano                      | 1892 | cambia nome in Osmate Lentate                                                                                    |
| Lesmo                                | 2004 | da MI a MB |
| Levata                               | 1868 | aggregato a Grontardo                                                                                            |
| Levrange                             | 1928 | confluisce in Pertica Bassa                                                                                      |
| Lezza                                | 1928 | confluisce in Ponte Lambro                                                                                       |
| Licengo                              | 1868 | aggregato a Castelverde                                                                                          |
| Liconasco                            | 1872 | aggregato a Carpignago                                                                                           |
| Lierna                               | 1992 | da CO a LC |
| Limbiate                             | 2004 | da MI a MB |
| Limido                               | 1911 | cambia nome in Limido Comasco                                                                                    |
| Limito                               | 1869 | aggregato a Pioltello                                                                                            |
| Limone                               | 1863 | cambia nome in Limone San Giovanni                                                                               |
| Limone San Giovanni                  | 1905 | cambia nome in Limone sul Garda                                                                                  |
| Limonta                              | 1927 | confluisce in Oliveto Lario                                                                                      |
| Linate al Lambro                     | 1933 | aggregato a Peschiera Borromeo                                                                                   |
| Linzanico                            | 1928 | confluisce in Abbadia Lariana                                                                                    |
| Lisanza                              | 1927 | da MI a VA |
| Lisanza                              | 1928 | aggregato a Sesto Calende                                                                                        |
| Lissago                              | 1927 | aggregato a Varese                                                                                               |
| Lissago                              | 1927 | da CO a VA |
| Lissone                              | 2004 | da MI a MB |
| Livemmo                              | 1928 | confluisce in Pertica Alta                                                                                       |
| Livo                                 | 1928 | aggregato a Domaso                                                                                               |
| Livo                                 | 1950 | distaccato da Domaso                                                                                             |
| Livraga                              | 1992 | da MI a LO |
| Lizzola                              | 1927 | aggregato a Valbondione                                                                                          |
| Locate1                              | 1863 | cambia nome in Locate Bergamasco                                                                                 |
| Locate2                              | 1863 | cambia nome in Locate Varesino                                                                                   |
| Locate3                              | 1862 | cambia nome in Locate di Triulzi                                                                                 |
| Locate Bergamasco                    | 1927 | aggregato a Ponte San Pietro                                                                                     |
| Locate Varesino                      | 1928 | confluisce in Seprio                                                                                             |
| Locate Varesino                      | 1950 | distaccato da Seprio                                                                                             |
| Lodi                                 | 1992 | da MI a LO |
| Lodi Vecchio                         | 1992 | da MI a LO |
| Lomagna                              | 1992 | da CO a LC |
| Lomaniga                             | 1928 | aggregato a Missaglia                                                                                            |
| Lomnago                              | 1927 | da CO a VA |
| Lomnago                              | 1946 | cambia nome in Bodio Lomnago                                                                                     |
| Lonate Ceppino                       | 1927 | da CO a VA |
| Lonate Pozzolo                       | 1927 | da MI a VA |
| Lonato                               | 2007 | cambia nome in Lonato del Garda                                                                                  |
| Longardore                           | 1868 | aggregato a Sospiro                                                                                              |
| Longhena                             | 1927 | aggregato a Mairano                                                                                              |
| Longhena                             | 1947 | distaccato da Mairano                                                                                            |
| Longone                              | 1863 | cambia nome in Longone al Segrino                                                                                |
| Lorentino                            | 1928 | aggregato a Calolziocorte                                                                                        |
| Losine                               | 1927 | aggregato a Breno                                                                                                |
| Losine                               | 1949 | distaccato da Breno                                                                                              |
| Loveno1                              | 1863 | cambia nome in Loveno Grumello                                                                                   |
| Loveno2                              | 1862 | cambia nome in Loveno sopra Menaggio                                                                             |
| Loveno Grumello                      | 1928 | confluisce in Paisco Loveno                                                                                      |
| Loveno sopra Menaggio                | 1929 | aggregato a Menaggio                                                                                             |
| Lozza                                | 1927 | da CO a VA |
| Lozzo                                | 1927 | da CO a VA |
| Lozzo                                | 1928 | suddiviso tra Curiglia con Monteviasco e il neoistituito Veddasca                                                |
| Lucernate                            | 1928 | aggregato a Rho                                                                                                  |
| Lucino                               | 1928 | confluisce in Montano Lucino                                                                                     |
| Ludriano                             | 1927 | aggregato a Roccafranca                                                                                          |
| Lugagnano                            | 1862 | cambia nome in Cassinetta di Lugagnano                                                                           |
| Luignano                             | 1867 | aggregato a Sesto ed Uniti                                                                                       |
| Luino                                | 1927 | da CO a VA |
| Lumezzane Pieve                      | 1927 | confluisce in Lumezzane                                                                                          |
| Lumezzane San Sebastiano             | 1921 | distaccato da Lumezzane Sant'Apollonio                                                                           |
| Lumezzane San Sebastiano             | 1927 | confluisce in Lumezzane                                                                                          |
| Lumezzane Sant'Apollonio             | 1927 | confluisce in Lumezzane                                                                                          |
| Lurago                               | 1863 | cambia nome in Lurago d'Erba                                                                                     |
| Lurate Abbate                        | 1927 | cambia nome in Lurate Caccivio                                                                                   |
| Luvinate                             | 1927 | aggregato a Comerio                                                                                              |
| Luvinate                             | 1927 | da CO a VA |
| Luvinate                             | 1957 | distaccato da Comerio                                                                                            |
| Luvino                               | 1889 | cambia nome in Luino                                                                                             |
| Luzzana                              | 1928 | aggregato a Entratico                                                                                            |
| Luzzana                              | 1947 | distaccato da Entratico                                                                                          |
| Maccagno                             | 2014 | confluisce in Maccagno con Pino e Veddasca                                                                       |
| Maccagno Superiore                   | 1927 | da CO a VA |
| Maccagno Superiore                   | 1953 | cambia nome in Maccagno                                                                                          |
| Maccagno Inferiore                   | 1927 | aggregato a Maccagno                                                                                             |
| Maccagno Inferiore                   | 1927 | da CO a VA |
| Maccastorna                          | 1992 | da MI a LO |
| Maccio                               | 1928 | confluisce in Villa Guardia                                                                                      |
| Macherio                             | 2004 | da MI a MB |
| Maclodio                             | 1927 | aggregato a Lograto                                                                                              |
| Maclodio                             | 1947 | distaccato da Lograto                                                                                            |
| Maderno                              | 1928 | confluisce in Toscolano Maderno                                                                                  |
| Madone                               | 1927 | confluisce in Centrisola                                                                                         |
| Madone                               | 1948 | distaccato da Centrisola                                                                                         |
| Magasa                               | 1947 | distaccato da Valvestino                                                                                         |
| Maggianico                           | 1928 | aggregato a Lecco                                                                                                |
| Magno                                | 1863 | cambia nome in Magno sopra Inzino                                                                                |
| Magno sopra Inzino                   | 1927 | aggregato a Gardone Val Trompia                                                                                  |
| Magreglio                            | 1927 | aggregato a Civenna                                                                                              |
| Magreglio                            | 1950 | distaccato da Civenna                                                                                            |
| Mairago                              | 1992 | da MI a LO |
| Malegno                              | 1928 | confluisce in Cividate Malegno                                                                                   |
| Malegno                              | 1947 | distaccato da Cividate Malegno                                                                                   |
| Maleo                                | 1992 | da MI a LO |
| Malgesso                             | 1927 | da CO a VA |
| Malgesso                             | 2023 | Confluisce in Bardello con Malgesso e Bregano                                                                    |
| Malgrate                             | 1992 | da CO a LC |
| Malnate                              | 1927 | da CO a VA |
| Mandello                             | 1863 | cambia nome in Mandello del Lario                                                                                |
| Mandello del Lario                   | 1992 | da CO a LC |
| Mandrino                             | 1872 | aggregato a Vidigulfo                                                                                            |
| Manerba                              | 1953 | cambia nome in Manerba del Garda                                                                                 |
| Mangialupo                           | 1867 | aggregato a Bascapè                                                                                              |
| Marcallo                             | 1870 | confluisce in Marcallo con Casone                                                                                |
| Marcaria                             | 1866 | da CR a MN |
| Marchirolo                           | 1927 | da CO a VA |
| Marchirolo                           | 1928 | confluisce in Val Marchirolo                                                                                     |
| Marchirolo                           | 1955 | distaccato da Val Marchirolo                                                                                     |
| Margno                               | 1992 | da CO a LC |
| Mariana                              | 1866 | da BS a MN |
| Mariana                              | 1929 | cambia nome in Mariana Mantovana                                                                                 |
| Mariano1                             | 1863 | cambia nome in Mariano al Brembo                                                                                 |
| Mariano2                             | 1862 | cambia nome in Mariano Comense                                                                                   |
| Mariano al Brembo                    | 1927 | confluisce in Dalmine                                                                                            |
| Marmentino                           | 1927 | aggregato a Tavernole sul Mella                                                                                  |
| Marmentino                           | 1955 | distaccato da Tavernole sul Mella                                                                                |
| Marnate                              | 1927 | da MI a VA |
| Marne                                | 1958 | cambia nome in Filago                                                                                            |
| Martignana                           | 1862 | cambia nome in Martignana di Po                                                                                  |
| Marudo                               | 1992 | da MI a LO |
| Marzalengo                           | 1865 | confluisce in Tredossi                                                                                           |
| Marzio                               | 1927 | da CO a VA |
| Masciago1                            | 1863 | cambia nome in Masciago Primo                                                                                    |
| Masciago2                            | 1862 | cambia nome in Masciago Milanese                                                                                 |
| Masciago Milanese                    | 1928 | aggregato a Bovisio-Masciago                                                                                     |
| Masciago Primo                       | 1927 | da CO a VA |
| Masnago                              | 1927 | aggregato a Varese                                                                                               |
| Masnago                              | 1927 | da CO a VA |
| Massalengo                           | 1992 | da MI a LO |
| Massari Melzi                        | 1871 | aggregato a Fara Gera d'Adda                                                                                     |
| Mazzo1                               | 1863 | cambia nome in Mazzo di Valtellina                                                                               |
| Mazzo2                               | 1862 | cambia nome in Mazzo Milanese                                                                                    |
| Mazzo Milanese                       | 1928 | aggregato a Rho                                                                                                  |
| Mazzoleni e Falghera                 | 1927 | confluisce in Sant'Omobono Imagna                                                                                |
| Mazzunno                             | 1928 | aggregato ad Angolo Terme                                                                                        |
| Meda                                 | 2004 | da MI a MB |
| Medolago                             | 1928 | confluisce in Riviera d'Adda                                                                                     |
| Medolago                             | 1970 | distaccato da Riviera d'Adda                                                                                     |
| Medole                               | 1866 | da BS a MN |
| Melegnanello                         | 1869 | aggregato a Turano Lodigiano                                                                                     |
| Meleti                               | 1992 | da MI a LO |
| Menarola                             | 2015 | aggregato a Gordona                                                                                              |
| Menzago                              | 1869 | aggregato a Sumirago                                                                                             |
| Merate                               | 1992 | da CO a LC |
| Mercallo                             | 1927 | da CO a VA |
| Mercugnano                           | 1869 | aggregato a Mediglia                                                                                             |
| Merlino                              | 1992 | da MI a LO |
| Mesenzana                            | 1927 | confluisce in Brissago-Valtravaglia                                                                              |
| Mesenzana                            | 1927 | da CO a VA |
| Mesenzana                            | 1953 | distaccato da Brissago-Valtravaglia                                                                              |
| Mettone                              | 1869 | aggregato a Lacchiarella                                                                                         |
| Mezzago                              | 2004 | da MI a MB |
| Mezzana1                             | 1863 | cambia nome in Mezzana Casati                                                                                    |
| Mezzana2                             | 1862 | cambia nome in Mezzana Superiore                                                                                 |
| Mezzana Casati                       | 1869 | aggregato a San Rocco al Porto                                                                                   |
| Mezzana Corti Bottarone              | 1895 | cambia nome in Bottarone                                                                                         |
| Mezzana Superiore                    | 1870 | aggregato ad Arzago                                                                                              |
| Mezzana Superiore                    | 1901 | distaccato da Arsago Seprio                                                                                      |
| Mezzana Superiore                    | 1927 | aggregato a Somma Lombardo                                                                                       |
| Mezzana Superiore                    | 1927 | da MI a VA |
| Mezzano Parpanese                    | 1866 | aggregato a Pieve Porto Morone                                                                                   |
| Mezzano Passone                      | 1869 | aggregato a Corno Giovine                                                                                        |
| Mezzano Siccomario                   | 1872 | aggregato a Travacò Siccomario                                                                                   |
| Mezzate                              | 1916 | cambia nome in Linate al Lambro                                                                                  |
| Mezzegra                             | 1928 | confluisce in Tremezzina                                                                                         |
| Mezzegra                             | 1947 | distaccato da Tremezzina                                                                                         |
| Mezzegra                             | 2014 | confluisce in Tremezzina                                                                                         |
| Mignette                             | 1869 | aggregato a Zelo Buon Persico                                                                                    |
| Milzanello                           | 1927 | aggregato a Leno                                                                                                 |
| Milzano                              | 1928 | aggregato a Pralboino                                                                                            |
| Milzano                              | 1947 | distaccato da Pralboino                                                                                          |
| Minoprio                             | 1929 | confluisce in Vertemate con Minoprio                                                                             |
| Mirabello1                           | 1863 | cambia nome in Mirabello ed Uniti di Pavia                                                                       |
| Mirabello2                           | 1863 | cambia nome in Mirabello San Bernardino                                                                          |
| Mirabello3                           | 1862 | cambia nome in Mirabello Ciria                                                                                   |
| Mirabello Ciria                      | 1867 | aggregato a Casalmorano                                                                                          |
| Mirabello ed Uniti di Pavia          | 1939 | suddiviso tra Pavia e San Genesio ed Uniti                                                                       |
| Mirabello San Bernardino             | 1869 | aggregato a Senna Lodigiana                                                                                      |
| Miradolo                             | 1938 | cambia nome in Miradolo Terme                                                                                    |
| Misano1                              | 1863 | cambia nome in Misano di Gera d'Adda                                                                             |
| Misano2                              | 1863 | cambia nome in Misano Olona                                                                                      |
| Misano Olona                         | 1872 | aggregato a Bornasco                                                                                             |
| Misinto                              | 2004 | da MI a MB |
| Missaglia                            | 1992 | da CO a LC |
| Modignano                            | 1869 | cambia nome in Villaresco                                                                                        |
| Moggio                               | 1928 | aggregato a Cremeno                                                                                              |
| Moggio                               | 1948 | distaccato da Cremeno                                                                                            |
| Moggio                               | 1992 | da CO a LC |
| Moglia                               | 1876 | distaccato da Gonzaga                                                                                            |
| Moiana                               | 1928 | aggregato a Merone                                                                                               |
| Moio de' Calvi                       | 1927 | confluisce in San Martino de' Calvi                                                                              |
| Moio de' Calvi                       | 1956 | distaccato da San Martino de' Calvi                                                                              |
| Mojo                                 | 1863 | cambia nome in Moio de' Calvi                                                                                    |
| Molina                               | 1928 | confluisce in Faggeto Lario                                                                                      |
| Molini di Colognola                  | 1927 | aggregato a Casazza                                                                                              |
| Mologno                              | 1927 | cambia nome in Casazza                                                                                           |
| Molteno                              | 1992 | da CO a LC |
| Mombello                             | 1863 | cambia nome in Mombello Lago Maggiore                                                                            |
| Mombello Lago Maggiore               | 1927 | confluisce in Laveno-Mombello                                                                                    |
| Mombello Lago Maggiore               | 1927 | da CO a VA |
| Mompiano                             | 1880 | aggregato a Brescia                                                                                              |
| Monasterolo                          | 1863 | cambia nome in Monasterolo del Castello                                                                          |
| Monasterolo del Castello             | 1928 | confluisce in Spinone dei Castelli                                                                               |
| Monasterolo del Castello             | 1947 | distaccato da Spinone dei Castelli                                                                               |
| Monate                               | 1927 | confluisce in Travedona-Monate                                                                                   |
| Monate                               | 1927 | da CO a VA |
| Moncucco1                            | 1863 | cambia nome in Moncucco di Monza                                                                                 |
| Moncucco2                            | 1862 | cambia nome in Moncucco Vecchio                                                                                  |
| Moncucco di Monza                    | 1866 | suddiviso tra il neoistituito Brugherio e Cologno Monzese                                                        |
| Moncucco Vecchio                     | 1870 | aggregato a Vernate                                                                                              |
| Mondonico                            | 1927 | confluisce in Olgiate Calco (nel 1953 passa a Olgiate Molgora)                                                   |
| Mongiardino                          | 1863 | cambia nome in Mongiardino Sillaro                                                                               |
| Mongiardino Sillaro                  | 1878 | aggregato a Villanova del Sillaro                                                                                |
| Moniga                               | 1928 | aggregato a Padenghe sul Garda                                                                                   |
| Moniga                               | 1947 | distaccato da Padenghe sul Garda                                                                                 |
| Moniga                               | 1951 | cambia nome in Moniga del Garda                                                                                  |
| Monno                                | 1927 | aggregato a Incudine                                                                                             |
| Monno                                | 1947 | distaccato da Incudine                                                                                           |
| Montagna                             | 1928 | cambia nome in Montagna in Valtellina                                                                            |
| Montalto                             | 1863 | cambia nome in Montalto Pavese                                                                                   |
| Montanara                            | 1868 | aggregato a Ca' de' Stefani                                                                                      |
| Montanaso                            | 1864 | cambia nome in Montanaso Lombardo                                                                                |
| Montanaso Lombardo                   | 1992 | da MI a LO |
| Montano                              | 1863 | cambia nome in Montano Comasco                                                                                   |
| Montano Comasco                      | 1928 | confluisce in Montano Lucino                                                                                     |
| Monte1                               | 1862 | cambia nome in Monte Cremasco                                                                                    |
| Monte2                               | 1862 | cambia nome in Montesiro                                                                                         |
| Montebello                           | 1958 | cambia nome in Montebello della Battaglia                                                                        |
| Montebolognola                       | 1872 | aggregato a Villanterio                                                                                          |
| Montecalvo                           | 1863 | cambia nome in Montecalvo Versiggia                                                                              |
| Montechiaro                          | 1862 | cambia nome in Montichiari sul Chiese                                                                            |
| Montegrino                           | 1927 | confluisce in Montegrino Valtravaglia                                                                            |
| Montegrino                           | 1927 | da CO a VA |
| Monteleone                           | 1863 | cambia nome in Monteleone sui Colli Pavesi                                                                       |
| Monteleone sui Colli Pavesi          | 1872 | aggregato a Inverno e Monteleone                                                                                 |
| Monte Marenzo                        | 1992 | da BG a LC |
| Monte Olimpino                       | 1884 | aggregato a Como                                                                                                 |
| Montesano                            | 1863 | cambia nome in Montesano al Piano                                                                                |
| Montesano al Piano                   | 1871 | aggregato a Filighera                                                                                            |
| Montescano                           | 1929 | aggregato a Castana                                                                                              |
| Montescano                           | 1948 | distaccato da Castana                                                                                            |
| Montesiro                            | 1869 | aggregato a Besana in Brianza                                                                                    |
| Montevecchia                         | 1928 | confluisce in Cernusco Montevecchia                                                                              |
| Montevecchia                         | 1966 | distaccato da Cernusco Montevecchia                                                                              |
| Montevecchia                         | 1992 | da CO a LC |
| Monteviasco                          | 1927 | da CO a VA |
| Monteviasco                          | 1928 | aggregato a Curiglia con Monteviasco                                                                             |
| Monticelli1                          | 1863 | cambia nome in Monticelli Brusati                                                                                |
| Monticelli2                          | 1863 | cambia nome in Monticelli di Borgogna                                                                            |
| Monticelli3                          | 1863 | cambia nome in Monticelli Pavese                                                                                 |
| Monticelli di Borgogna               | 1927 | aggregato a Costa di Mezzate                                                                                     |
| Monticelli di Borgogna               | 1955 | distaccato da Costa di Mezzate                                                                                   |
| Monticelli di Borgogna               | 1962 | cambia nome in Montello                                                                                          |
| Monticelli Ripa d'Oglio              | 1868 | aggregato a Pessina Cremonese                                                                                    |
| Montichiari sul Chiese               | 1877 | cambia nome in Montichiari                                                                                       |
| Monticello                           | 1971 | cambia nome in Monticello Brianza                                                                                |
| Monticello Brianza                   | 1992 | da CO a LC |
| Montirone                            | 1927 | aggregato a Borgosatollo                                                                                         |
| Montirone                            | 1955 | distaccato da Borgosatollo                                                                                       |
| Montonate                            | 1869 | aggregato a Mornago                                                                                              |
| Montù Berchielli                     | 1939 | suddiviso tra Montalto Pavese, Pometo (nel 1947 passa a Ruino) e Rocca de' Giorgi                                |
| Montù de' Gobbi                      | 1895 | cambia nome in Canneto Pavese                                                                                    |
| Monvalle                             | 1927 | da CO a VA |
| Monza                                | 2004 | da MI a MB |
| Monzambano                           | 1866 | da BS a MN |
| Morazzone                            | 1927 | da CO a VA |
| Mornago                              | 1927 | da MI a VA |
| Mornico1                             | 1863 | cambia nome in Mornico al Serio                                                                                  |
| Mornico2                             | 1863 | cambia nome in Mornico Losana                                                                                    |
| Morosolo                             | 1927 | da CO a VA |
| Morosolo                             | 1929 | suddiviso tra Casciago e Varese                                                                                  |
| Morsenchio                           | 1870 | aggregato a Mezzate                                                                                              |
| Morterone                            | 1992 | da CO a LC |
| Motta San Damiano                    | 1871 | aggregato a Valle Salimbene                                                                                      |
| Motta Vigana                         | 1879 | aggregato a Massalengo                                                                                           |
| Mozzate                              | 1928 | confluisce in Seprio                                                                                             |
| Mozzate                              | 1953 | distaccato da Seprio                                                                                             |
| Mozzo                                | 1927 | confluisce in Curdomo                                                                                            |
| Mozzo                                | 1947 | distaccato da Curdomo                                                                                            |
| Mu                                   | 1927 | aggregato a Edolo                                                                                                |
| Muceno                               | 1927 | da CO a VA |
| Muceno                               | 1928 | aggregato a Porto Valtravaglia                                                                                   |
| Muggiano                             | 1869 | aggregato a Baggio                                                                                               |
| Muggiò                               | 2004 | da MI a MB |
| Mulazzano                            | 1992 | da MI a LO |
| Mulo                                 | 1869 | cambia nome in Villa Poma                                                                                        |
| Musadino                             | 1927 | da CO a VA |
| Musadino                             | 1928 | aggregato a Porto Valtravaglia                                                                                   |
| Musignano                            | 1927 | aggregato a Maccagno                                                                                             |
| Musignano                            | 1927 | da CO a VA |
| Musocco                              | 1923 | aggregato a Milano                                                                                               |
| Narro                                | 1879 | cambia nome in Indovero                                                                                          |
| Nava                                 | 1928 | confluisce in Colle Brianza                                                                                      |
| Navono                               | 1928 | confluisce in Pertica Alta                                                                                       |
| Nese                                 | 1939 | aggregato ad Alzano Lombardo                                                                                     |
| Niardo                               | 1927 | aggregato a Breno                                                                                                |
| Niardo                               | 1949 | distaccato da Breno                                                                                              |
| Nibionno                             | 1992 | da CO a LC |
| Nigoline                             | 1928 | confluisce in Corte Franca                                                                                       |
| Niguarda                             | 1923 | aggregato a Milano                                                                                               |
| Nizzolina                            | 1866 | aggregato a Marnate                                                                                              |
| Nosadello                            | 1868 | aggregato a Pandino                                                                                              |
| Nosedo                               | 1870 | aggregato a Chiaravalle Milanese                                                                                 |
| Nossa                                | 1956 | cambia nome in Ponte Nossa                                                                                       |
| Nova                                 | 1928 | cambia nome in Nova Milanese                                                                                     |
| Nova Milanese                        | 2004 | da MI a MB |
| Novate1                              | 1863 | cambia nome in Novate Brianza                                                                                    |
| Novate2                              | 1863 | cambia nome in Novate Mezzola                                                                                    |
| Novate3                              | 1862 | cambia nome in Novate Milanese                                                                                   |
| Novate Brianza                       | 1927 | aggregato a Merate                                                                                               |
| Novedrate                            | 1928 | aggregato a Carimate                                                                                             |
| Novedrate                            | 1950 | distaccato da Carimate                                                                                           |
| Novegro                              | 1869 | aggregato a Lambrate                                                                                             |
| Nozza                                | 1928 | aggregato a Vestone                                                                                              |
| Oggiona                              | 1864 | cambia nome in Oggiona con Santo Stefano                                                                         |
| Oggiona con Santo Stefano            | 1927 | da MI a VA |
| Oggiono                              | 1992 | da CO a LC |
| Olate                                | 1869 | aggregato a Castello sopra Lecco                                                                                 |
| Olcio                                | 1927 | aggregato a Mandello del Lario                                                                                   |
| Olevano                              | 1863 | cambia nome in Olevano di Lomellina                                                                              |
| Olgiate1                             | 1863 | cambia nome in Olgiate Molgora                                                                                   |
| Olgiate2                             | 1862 | cambia nome in Olgiate Comasco                                                                                   |
| Olgiate Molgora                      | 1927 | confluisce in Olgiate Calco                                                                                      |
| Olgiate Molgora                      | 1953 | distaccato da Olgiate Calco                                                                                      |
| Olgiate Molgora                      | 1992 | da CO a LC |
| Olgiate Olona                        | 1927 | da MI a VA |
| Olginasio                            | 1927 | aggregato a Besozzo                                                                                              |
| Olginasio                            | 1927 | da CO a VA |
| Olginate                             | 1992 | da CO a LC |
| Oliva                                | 1863 | cambia nome in Oliva Gessi                                                                                       |
| Oliva Gessi                          | 1928 | aggregato a Corvino San Quirico                                                                                  |
| Oliva Gessi                          | 1946 | distaccato da Corvino San Quirico                                                                                |
| Oliveto Lario                        | 1992 | da CO a LC |
| Olmo                                 | 1863 | cambia nome in Olmo al Brembo                                                                                    |
| Oltrepovo                            | 1927 | confluisce in Vilminore di Scalve                                                                                |
| Oltressenda Alta                     | 1929 | confluisce in Villa d'Ogna                                                                                       |
| Oltressenda Alta                     | 1958 | distaccato da Villa d'Ogna                                                                                       |
| Oltressenda Bassa                    | 1929 | confluisce in Villa d'Ogna                                                                                       |
| Oltrona1                             | 1864 | cambia nome in Oltrona al Lago                                                                                   |
| Oltrona2                             | 1863 | cambia nome in Oltrona di San Mamette                                                                            |
| Oltrona al Lago                      | 1927 | aggregato a Gavirate                                                                                             |
| Oltrona al Lago                      | 1927 | da CO a VA |
| Omate                                | 1869 | aggregato ad Agrate Brianza                                                                                      |
| Ombriano                             | 1928 | aggregato a Crema                                                                                                |
| Onno                                 | 1927 | confluisce in Oliveto Lario                                                                                      |
| Ono1                                 | 1863 | cambia nome in Ono San Pietro                                                                                    |
| Ono2                                 | 1862 | cambia nome in Ono Degno                                                                                         |
| Ono Degno                            | 1928 | confluisce in Pertica Bassa                                                                                      |
| Onore                                | 1927 | aggregato a Castione della Presolana                                                                             |
| Onore                                | 1958 | distaccato da Castione della Presolana                                                                           |
| Ono San Pietro                       | 1927 | aggregato a Capo di Ponte                                                                                        |
| Ono San Pietro                       | 1947 | distaccato da Capo di Ponte                                                                                      |
| Orago                                | 1892 | cambia nome in Cavaria ed Uniti                                                                                  |
| Oreno                                | 1929 | aggregato a Vimercate                                                                                            |
| Orezzo                               | 1927 | aggregato a Gazzaniga                                                                                            |
| Orgnaga                              | 1879 | cambia nome in Pieve Fissiraga                                                                                   |
| Oriano1                              | 1927 | aggregato a Pedergnano Oriano                                                                                    |
| Oriano2                              | 1863 | cambia nome in Oriano di Brianza                                                                                 |
| Oriano3                              | 1863 | cambia nome in Oriano sopra Ticino                                                                               |
| Oriano di Brianza                    | 1927 | confluisce in Cassago Brianza                                                                                    |
| Oriano sopra Ticino                  | 1869 | aggregato a Sesto Calende                                                                                        |
| Origgio                              | 1927 | da MI a VA |
| Origgio                              | 1928 | aggregato a Saronno                                                                                              |
| Origgio                              | 1946 | distaccato da Saronno                                                                                            |
| Origioso                             | 1872 | aggregato a Vellezzo Bellini                                                                                     |
| Orino                                | 1927 | confluisce in Orino-Azzio                                                                                        |
| Orino                                | 1927 | da CO a VA |
| Orino                                | 1956 | distaccato da Orino-Azzio                                                                                        |
| Orio1                                | 1863 | cambia nome in Orio al Serio                                                                                     |
| Orio2                                | 1863 | cambia nome in Orio Litta                                                                                        |
| Orio Litta                           | 1992 | da MI a LO |
| Ornago                               | 2004 | da MI a MB |
| Osmate Lentate                       | 1927 | da CO a VA |
| Osmate Lentate                       | 1970 | cambia nome in Osmate                                                                                            |
| Osnago                               | 1992 | da CO a LC |
| Ospedaletto                          | 1863 | cambia nome in Ospedaletto Lodigiano                                                                             |
| Ospedaletto Lodigiano                | 1992 | da MI a LO |
| Ossago                               | 1863 | cambia nome in Ossago Lodigiano                                                                                  |
| Ossago Lodigiano                     | 1992 | da MI a LO |
| Ossalengo                            | 1865 | confluisce in Tredossi                                                                                           |
| Ossanesga                            | 1928 | confluisce in Valbrembo                                                                                          |
| Ossolaro                             | 1928 | confluisce in Paderno Ponchielli                                                                                 |
| Ossona                               | 1869 | aggregato a Casorezzo                                                                                            |
| Ossona                               | 1909 | distaccato da Casorezzo                                                                                          |
| Ossuccio                             | 1928 | confluisce in Isola Comacina                                                                                     |
| Ossuccio                             | 1950 | distaccato da Isola Comacina                                                                                     |
| Ossuccio                             | 2014 | confluisce in Tremezzina                                                                                         |
| Ostiano                              | 1868 | da BS a CR |
| Padenghe                             | 1958 | cambia nome in Padenghe sul Garda                                                                                |
| Padernello                           | 1927 | aggregato a Borgo San Giacomo                                                                                    |
| Paderno1                             | 1863 | cambia nome in Paderno d'Adda                                                                                    |
| Paderno2                             | 1862 | cambia nome in Paderno Fasolaro                                                                                  |
| Paderno3                             | 1862 | cambia nome in Paderno Franciacorta                                                                              |
| Paderno4                             | 1862 | cambia nome in Paderno Milanese                                                                                  |
| Paderno d'Adda                       | 1928 | aggregato a Robbiate                                                                                             |
| Paderno d'Adda                       | 1947 | distaccato da Robbiate                                                                                           |
| Paderno d'Adda                       | 1992 | da CO a LC |
| Paderno Fasolaro                     | 1878 | cambia nome in Paderno Cremonese                                                                                 |
| Paderno Cremonese                    | 1928 | confluisce in Paderno Ponchielli                                                                                 |
| Paderno Milanese                     | 1886 | cambia nome in Paderno Dugnano                                                                                   |
| Paderno Ossolaro                     | 1950 | cambia nome in Paderno Ponchielli                                                                                |
| Paderno Robbiate                     | 1947 | cambia nome in Robbiate                                                                                          |
| Pagnano                              | 1875 | cambia nome in Pagnano Valsassina                                                                                |
| Pagnano Valsassina                   | 1880 | aggregato ad Asso                                                                                                |
| Pagnona                              | 1992 | da CO a LC |
| Paina                                | 1869 | aggregato a Seregno (nel 1870 passa a Giussano)                                                                  |
| Pairana                              | 1872 | aggregato a Landriano                                                                                            |
| Paisco                               | 1928 | confluisce in Paisco Loveno                                                                                      |
| Paitone                              | 1928 | aggregato a Nuvolento                                                                                            |
| Paitone                              | 1947 | distaccato da Nuvolento                                                                                          |
| Palanzo                              | 1928 | confluisce in Faggeto Lario                                                                                      |
| Palazzo                              | 1862 | cambia nome in Palazzo Pugnano                                                                                   |
| Palazzolo                            | 1862 | cambia nome in Palazzolo sull'Oglio                                                                              |
| Palazzolo Milanese                   | 1869 | aggregato a Paderno Dugnano                                                                                      |
| Palazzo Pugnano                      | 1863 | cambia nome in Palazzo Pignano                                                                                   |
| Papiago                              | 1872 | aggregato a Trovo                                                                                                |
| Parè                                 | 1928 | confluisce in Lieto Colle                                                                                        |
| Parè                                 | 1956 | distaccato da Lieto Colle                                                                                        |
| Parè                                 | 2014 | confluisce in Colverde                                                                                           |
| Parlasco                             | 1992 | da CO a LC |
| Partavicino                          | 1928 | aggregato a Erba                                                                                                 |
| Paspardo                             | 1927 | confluisce in Cimbergo-Paspardo                                                                                  |
| Paspardo                             | 1947 | distaccato da Cimbergo-Paspardo                                                                                  |
| Passarera                            | 1869 | aggregato a Capergnanica                                                                                         |
| Passirana                            | 1864 | cambia nome in Passirana Milanese                                                                                |
| Passirana Milanese                   | 1870 | aggregato a Lainate                                                                                              |
| Pasturago                            | 1870 | aggregato a Vernate                                                                                              |
| Pasturo                              | 1992 | da CO a LC |
| Pavone                               | 1862 | cambia nome in Pavone del Mella                                                                                  |
| Pedergnaga                           | 1928 | cambia nome in Pedergnaga-Oriano                                                                                 |
| Pedergnaga-Oriano                    | 1964 | cambia nome in San Paolo                                                                                         |
| Pedriano                             | 1870 | aggregato a Viboldone                                                                                            |
| Peglio                               | 1928 | aggregato a Gravedona                                                                                            |
| Peglio                               | 1948 | distaccato da Gravedona                                                                                          |
| Pegognaga                            | 1876 | distaccato da Gonzaga                                                                                            |
| Pendolasco                           | 1930 | cambia nome in Poggiridenti                                                                                      |
| Penzano                              | 1927 | confluisce in Eupilio                                                                                            |
| Perego                               | 1927 | aggregato a Rovagnate (nel 1928 passa a Santa Maria di Rovagnate)                                                |
| Perego                               | 1953 | distaccato da Santa Maria di Rovagnate                                                                           |
| Perego                               | 1992 | da CO a LC |
| Perego                               | 2015 | confluisce in La Valletta Brianza                                                                                |
| Perledo                              | 1928 | aggregato a Varenna                                                                                              |
| Perledo                              | 1953 | distaccato da Varenna                                                                                            |
| Perledo                              | 1992 | da CO a LC |
| Persico                              | 1928 | confluisce in Persico Dosimo                                                                                     |
| Pescarolo                            | 1867 | cambia nome in Pescarolo ed Uniti                                                                                |
| Pescate                              | 1928 | aggregato a Garlate                                                                                              |
| Pescate                              | 1953 | distaccato da Garlate                                                                                            |
| Pescate                              | 1992 | da CO a LC |
| Peschiera                            | 1863 | cambia nome in Peschiera Borromeo                                                                                |
| Peschiera d'Iseo                     | 1863 | cambia nome in Peschiera Maraglio                                                                                |
| Peschiera Maraglio                   | 1928 | confluisce in Monte Isola                                                                                        |
| Pessano                              | 1870 | confluisce in Pessano con Bornago                                                                                |
| Pessina1                             | 1863 | cambia nome in Pessina Valsassina                                                                                |
| Pessina2                             | 1862 | cambia nome in Pessina Cremonese                                                                                 |
| Pessina Valsassina                   | 1927 | aggregato a Primaluna                                                                                            |
| Peveranza                            | 1869 | aggregato a Cairate                                                                                              |
| Pezzolo de' Codazzi                  | 1879 | aggregato a Pieve Fissiraga                                                                                      |
| Pezzolo di Tavazzano                 | 1869 | aggregato a Tavazzano con Villavesco                                                                             |
| Pezzoro                              | 1927 | aggregato a Tavernole sul Mella                                                                                  |
| Pian Camuno                          | 1929 | confluisce in Pian d'Artogne                                                                                     |
| Pian Camuno                          | 1957 | distaccato da Pian d'Artogne                                                                                     |
| Piancogno                            | 1963 | distaccato da Borno e Ossimo                                                                                     |
| Pianello                             | 1863 | cambia nome in Pianello del Lario                                                                                |
| Pianengo                             | 1927 | aggregato a Cremosano                                                                                            |
| Pianengo                             | 1953 | distaccato da Cremosano                                                                                          |
| Pian Gaiano                          | 1928 | confluisce in Endine Gaiano                                                                                      |
| Piano1                               | 1863 | cambia nome in Pian Camuno                                                                                       |
| Piano2                               | 1863 | cambia nome in Piano Porlezza                                                                                    |
| Piano Porlezza                       | 1928 | confluisce in Carlazzo                                                                                           |
| Piario                               | 1929 | confluisce in Villa d'Ogna                                                                                       |
| Piario                               | 1958 | distaccato da Villa d'Ogna                                                                                       |
| Piazza1                              | 1863 | cambia nome in Piazza Brembana                                                                                   |
| Piazza2                              | 1863 | cambia nome in Piazza Santo Stefano                                                                              |
| Piazza Brembana                      | 1927 | confluisce in San Martino de' Calvi                                                                              |
| Piazza Brembana                      | 1956 | distaccato da San Martino de' Calvi                                                                              |
| Piazza Santo Stefano                 | 1929 | aggregato a Cernobbio                                                                                            |
| Piazzo Alto                          | 1927 | aggregato a San Pellegrino Terme                                                                                 |
| Piazzo Basso                         | 1916 | aggregato a San Pellegrino Terme                                                                                 |
| Pietra Gavina                        | 1872 | aggregato a Varzi                                                                                                |
| Pieve1                               | 1867 | cambia nome in Pieve di Coriano                                                                                  |
| Pieve2                               | 1862 | cambia nome in Pieve Emanuele                                                                                    |
| Pieve Delmona                        | 1928 | confluisce in Gadesco-Pieve Delmona                                                                              |
| Pieve Fissiraga                      | 1992 | da MI a LO |
| Pieve San Maurizio                   | 1867 | aggregato a Ca' d'Andrea                                                                                         |
| Pieve Terzagni                       | 1867 | aggregato a Pescarolo ed Uniti                                                                                   |
| Pilzone                              | 1927 | aggregato a Iseo                                                                                                 |
| Pino                                 | 1863 | cambia nome in Pino sulla Sponda del Lago Maggiore                                                               |
| Pino sulla Sponda del Lago Maggiore  | 1927 | da CO a VA |
| Pino sulla Sponda del Lago Maggiore  | 2014 | confluisce in Maccagno con Pino e Veddasca                                                                       |
| Pinzano                              | 1869 | aggregato a Limbiate                                                                                             |
| Pissarello                           | 1872 | aggregato a Bereguardo                                                                                           |
| Piubega                              | 1866 | da BS a MN |
| Pizzocorno                           | 1928 | confluisce in Ponte Nizza                                                                                        |
| Pizzolano                            | 1869 | aggregato a Casalpusterlengo                                                                                     |
| Poggio                               | 1867 | cambia nome in Poggio Rusco                                                                                      |
| Pogliano                             | 1927 | cambia nome in Pogliano Milanese                                                                                 |
| Pognana                              | 1938 | cambia nome in Pognana Lario                                                                                     |
| Polengo                              | 1867 | aggregato a Casalbuttano ed Uniti                                                                                |
| Polpenazze                           | 1967 | cambia nome in Polpenazze del Garda                                                                              |
| Pomponesco                           | 1866 | da CR a MN |
| Poncarale                            | 1927 | confluisce in Poncarale Flero                                                                                    |
| Poncarale                            | 1956 | distaccato da Poncarale Flero                                                                                    |
| Pontagna                             | 1927 | aggregato a Temù                                                                                                 |
| Ponte1                               | 1928 | confluisce in Pontelezza                                                                                         |
| Ponte2                               | 1864 | cambia nome in Ponte in Valtellina                                                                               |
| Pontecarate                          | 1871 | aggregato a San Genesio ed Uniti                                                                                 |
| Ponte di Nossa                       | 1928 | confluisce in Ponte Nossa                                                                                        |
| Pontelezza                           | 1929 | cambia nome in Ponte Lambro                                                                                      |
| Pontesesto                           | 1870 | aggregato a Rozzano                                                                                              |
| Ponti                                | 1867 | cambia nome in Ponti sul Mincio                                                                                  |
| Pontita                              | 1882 | cambia nome in Pontida                                                                                           |
| Pontirolo1                           | 1863 | cambia nome in Pontirolo Nuovo                                                                                   |
| Pontirolo2                           | 1862 | cambia nome in Pontirolo Capredoni                                                                               |
| Pontirolo Capredoni                  | 1867 | aggregato a Drizzona                                                                                             |
| Ponzate                              | 1928 | aggregato a Tavernerio                                                                                           |
| Porta Ombriano                       | 1865 | aggregato a Ombriano (nel 1875 passa in parte a Crema)                                                           |
| Portese                              | 1928 | confluisce in San Felice del Benaco                                                                              |
| Porto1                               | 1863 | cambia nome in Porto Ceresio                                                                                     |
| Porto2                               | 1863 | cambia nome in Porto Valtravaglia                                                                                |
| Porto3                               | 1862 | cambia nome in Porto d'Adda                                                                                      |
| Porto Ceresio                        | 1927 | da CO a VA |
| Porto d'Adda                         | 1870 | aggregato a Cornate                                                                                              |
| Porto Valtravaglia                   | 1927 | da CO a VA |
| Porzano                              | 1927 | aggregato a Leno                                                                                                 |
| Poscante                             | 1928 | suddiviso tra Nese e Zogno                                                                                       |
| Pozzaglio                            | 1867 | confluisce in Casalsigone ed Uniti                                                                               |
| Pozzo                                | 1862 | cambia nome in Pozzo d'Adda                                                                                      |
| Pozzo Baronzio                       | 1867 | aggregato a Torre de' Picenardi                                                                                  |
| Pozzuolo                             | 1864 | cambia nome in Pozzuolo Martesana                                                                                |
| Prado                                | 1872 | aggregato a Fossarmato (nel 1939 passa a Cura Carpignano)                                                        |
| Prandaglio                           | 1928 | aggregato a Villanuova sul Clisi                                                                                 |
| Prata                                | 1863 | cambia nome in Prata Camportaccio                                                                                |
| Prato1                               | 1863 | cambia nome in Bel Prato                                                                                         |
| Prato2                               | 1862 | cambia nome in Prato Muzio                                                                                       |
| Prato Muzio                          | 1869 | aggregato a Pieve Delmona                                                                                        |
| Precotto                             | 1920 | confluisce in Gorlaprecotto                                                                                      |
| Pregnana                             | 1900 | cambia nome in Pregnana Milanese                                                                                 |
| Pregola                              | 1926 | da PC a PV |
| Pregola                              | 1958 | cambia nome in Brallo di Pregola                                                                                 |
| Premana                              | 1992 | da CO a LC |
| Premenugo                            | 1869 | aggregato a Settala                                                                                              |
| Premezzo                             | 1870 | aggregato a Orago                                                                                                |
| Premolo                              | 1928 | confluisce in Ponte Nossa                                                                                        |
| Premolo                              | 1947 | distaccato da Ponte Nossa                                                                                        |
| Presegno                             | 1928 | aggregato a Lavenone                                                                                             |
| Prestine                             | 1927 | aggregato a Bienno                                                                                               |
| Prestine                             | 1947 | distaccato da Bienno                                                                                             |
| Prestine                             | 2016 | aggregato a Bienno                                                                                               |
| Primaluna                            | 1992 | da CO a LC |
| Prospiano                            | 1870 | aggregato a Gorla Minore                                                                                         |
| Provaglio                            | 1928 | cambia nome in Provaglio Val Sabbia                                                                              |
| Provaglio Sopra                      | 1928 | confluiscono in Provaglio Val Sabbia                                                                             |
| Provaglio Sotto                      | 1928 | confluiscono in Provaglio Val Sabbia                                                                             |
| Provezze                             | 1928 | aggregato a Provaglio d'Iseo                                                                                     |
| Puegnago                             | 1971 | cambia nome in Puegnago del Garda                                                                                |
| Pugnolo                              | 1869 | cambia nome in Cella Dati                                                                                        |
| Puria                                | 1927 | confluisce in Valsolda                                                                                           |
| Quartiano                            | 1869 | aggregato a Mulazzano                                                                                            |
| Quarto Cagnino                       | 1869 | aggregato a Trenno                                                                                               |
| Quattroville                         | 1883 | cambia nome in Virgilio                                                                                          |
| Quintano                             | 1931 | aggregato a Pieranica                                                                                            |
| Quintano                             | 1947 | distaccato da Pieranica                                                                                          |
| Quinto Romano                        | 1869 | aggregato a Trenno                                                                                               |
| Quintosole                           | 1869 | aggregato a Vigentino                                                                                            |
| Quinzanello                          | 1928 | aggregato a Dello                                                                                                |
| Quinzano1                            | 1864 | cambia nome in Quinzano San Pietro                                                                               |
| Quinzano2                            | 1862 | cambia nome in Quinzano d'Oglio                                                                                  |
| Quinzano San Pietro                  | 1869 | aggregato a Sumirago                                                                                             |
| Quistro                              | 1867 | aggregato a Carpaneta con Dosimo                                                                                 |
| Raffa                                | 1928 | aggregato a Puegnago del Garda                                                                                   |
| Ramponio                             | 1928 | confluisce in Ramponio Verna                                                                                     |
| Rancio1                              | 1863 | cambia nome in Rancio di Lecco                                                                                   |
| Rancio2                              | 1863 | cambia nome in Rancio Valcuvia                                                                                   |
| Rancio di Lecco                      | 1923 | aggregato a Lecco                                                                                                |
| Rancio Valcuvia                      | 1927 | da CO a VA |
| Ranco                                | 1927 | aggregato ad Angera                                                                                              |
| Ranco                                | 1927 | da CO a VA |
| Ranco                                | 1957 | distaccato da Angera                                                                                             |
| Ranzanico                            | 1928 | confluisce in Endine Gaiano                                                                                      |
| Ranzanico                            | 1929 | distaccato da Endine Gaiano                                                                                      |
| Ravellino                            | 1928 | confluisce in Colle Brianza                                                                                      |
| Rea                                  | 1929 | confluisce in Verrua Po                                                                                          |
| Rea                                  | 1954 | distaccato da Verrua Po                                                                                          |
| Rebbio                               | 1937 | aggregato a Como                                                                                                 |
| Recorfano                            | 1867 | aggregato a Voltido                                                                                              |
| Redona                               | 1927 | aggregato a Bergamo                                                                                              |
| Redondesco                           | 1866 | da BS a MN |
| Regina Fittarezza                    | 1873 | aggregato a Somaglia                                                                                             |
| Remedello Sopra                      | 1927 | confluiscono in Remedello                                                                                        |
| Remedello Sotto                      | 1927 | confluiscono in Remedello                                                                                        |
| Renate                               | 1928 | confluisce in Renate Veduggio                                                                                    |
| Renate                               | 1956 | distaccato da Renate Veduggio                                                                                    |
| Renate                               | 2004 | da MI a MB |
| Rescalda                             | 1869 | aggregato a Rescaldina                                                                                           |
| Rezzago                              | 1928 | confluisce in Santa Valeria                                                                                      |
| Rezzago                              | 1947 | distaccato da Santa Valeria                                                                                      |
| Rezzo Cavargna                       | 1929 | cambia nome in Val Rezzo                                                                                         |
| Rezzonico                            | 1928 | confluisce in Santa Maria Rezzonico                                                                              |
| Rigosa                               | 1927 | confluisce in Algua                                                                                              |
| Riozzo                               | 1878 | aggregato a Cerro al Lambro                                                                                      |
| Ripalta Guerina                      | 1928 | confluisce in Ripalta Cremasca                                                                                   |
| Ripalta Guerina                      | 1955 | distaccato da Ripalta Cremasca                                                                                   |
| Ripalta Nuova                        | 1928 | suddiviso tra Crema e il neoistituito Ripalta Cremasca                                                           |
| Ripalta Vecchia                      | 1868 | aggregato a Madignano                                                                                            |
| Rivanazzano                          | 2009 | cambia nome in Rivanazzano Terme                                                                                 |
| Rivarolo del Re ed Uniti             | 1915 | distaccato da Casalmaggiore                                                                                      |
| Rivarolo Fuori                       | 1866 | da CR a MN |
| Rivarolo Fuori                       | 1907 | cambia nome in Rivarolo Mantovano                                                                                |
| Rivolta                              | 1863 | cambia nome in Rivolta d'Adda                                                                                    |
| Rivoltella                           | 1926 | aggregato a Desenzano del Garda                                                                                  |
| Robbiano                             | 1869 | aggregato a Giussano                                                                                             |
| Robbiate                             | 1930 | cambia nome in Robbiate Paderno                                                                                  |
| Robbiate                             | 1992 | da CO a LC |
| Robbiate Paderno                     | 1933 | cambia nome in Paderno Robbiate                                                                                  |
| Robecchetto                          | 1870 | confluisce in Robecchetto con Induno                                                                             |
| Robecco1                             | 1863 | cambia nome in Robecco Lodigiano                                                                                 |
| Robecco2                             | 1863 | cambia nome in Robecco Pavese                                                                                    |
| Robecco3                             | 1862 | cambia nome in Robecco d'Oglio                                                                                   |
| Robecco4                             | 1862 | cambia nome in Robecco sul Naviglio                                                                              |
| Robecco Lodigiano                    | 1869 | aggregato a Turano                                                                                               |
| Rodano                               | 1869 | aggregato a Pioltello                                                                                            |
| Rodengo                              | 1927 | confluisce in Rodengo-Saiano                                                                                     |
| Rodigo                               | 1866 | da CR a MN |
| Rogeno                               | 1992 | da CO a LC |
| Roggiano                             | 1864 | cambia nome in Roggiano Valtravaglia                                                                             |
| Roggiano Valtravaglia                | 1927 | confluisce in Brissago-Valtravaglia                                                                              |
| Roggiano Valtravaglia                | 1927 | da CO a VA |
| Romagnese                            | 1926 | da PC a PV |
| Romano1                              | 1863 | cambia nome in Romano di Lombardia                                                                               |
| Romano2                              | 1862 | cambia nome in Romanò Brianza                                                                                    |
| Romanò Brianza                       | 1929 | aggregato a Inverigo                                                                                             |
| Romprezzagno                         | 1867 | aggregato a Tornata                                                                                              |
| Ronago                               | 2024 | confluisce in Uggiate con Ronago                                                                                 |
| Ronca de' Golferami                  | 1867 | aggregato a Ca' d'Andrea                                                                                         |
| Roncadello                           | 1864 | cambia nome in Roncadello d'Adda                                                                                 |
| Roncadello d'Adda                    | 1868 | aggregato a Dovera                                                                                               |
| Roncello                             | 2009 | da MI a MB |
| Ronchetto                            | 1870 | aggregato a Buccinasco                                                                                           |
| Ronco1                               | 1863 | cambia nome in Roncobello                                                                                        |
| Ronco2                               | 1863 | cambia nome in Ronco Briantino                                                                                   |
| Ronco Briantino                      | 1869 | aggregato a Bernareggio                                                                                          |
| Ronco Briantino                      | 1909 | distaccato da Bernareggio                                                                                        |
| Ronco Briantino                      | 2004 | da MI a MB |
| Rongio                               | 1927 | aggregato a Mandello del Lario                                                                                   |
| Rosciate                             | 1927 | confluisce in Scanzorosciate                                                                                     |
| Roserio                              | 1869 | aggregato a Musocco                                                                                              |
| Rossino                              | 1928 | aggregato a Calolziocorte                                                                                        |
| Rota                                 | 1928 | cambia nome in Rota d'Imagna                                                                                     |
| Rota Dentro                          | 1927 | confluiscono in Rota d'Imagna                                                                                    |
| Rota Fuori                           | 1927 | confluiscono in Rota d'Imagna                                                                                    |
| Rovagnasco                           | 1869 | aggregato a Pioltello                                                                                            |
| Rovagnate                            | 1928 | confluisce in Santa Maria di Rovagnate                                                                           |
| Rovagnate                            | 1953 | distaccato da Santa Maria di Rovagnate                                                                           |
| Rovagnate                            | 1992 | da CO a LC |
| Rovagnate                            | 2015 | confluisce in La Valletta Brianza                                                                                |
| Rovate                               | 1927 | da CO a VA |
| Rovate                               | 1928 | aggregato a Carnago                                                                                              |
| Rovellasca                           | 1928 | cambia nome in Rovi Porro                                                                                        |
| Rovello                              | 1926 | cambia nome in Rovello Porro                                                                                     |
| Rovello Porro                        | 1928 | aggregato a Rovellasca                                                                                           |
| Rovello Porro                        | 1939 | distaccato da Rovellasca                                                                                         |
| Rovenna                              | 1929 | aggregato a Cernobbio                                                                                            |
| Rovereto                             | 1868 | confluisce in Credera con Rovere                                                                                 |
| Rovetta                              | 1929 | confluisce in Rovetta con Fino                                                                                   |
| Rovetta                              | 1947 | distaccato da Rovetta con Fino                                                                                   |
| Rovi Porro                           | 1939 | cambia nome in Rovellasca                                                                                        |
| Rubbiano                             | 1928 | confluisce in Credera Rubbiano                                                                                   |
| Ruginello                            | 1929 | aggregato a Vimercate                                                                                            |
| Ruino                                | 1926 | da PC a PV |
| Ruino                                | 1936 | confluisce in Pometo                                                                                             |
| Ruino                                | 1947 | distaccato da Pometo                                                                                             |
| Runo                                 | 1927 | da CO a VA |
| Runo                                 | 1928 | aggregato a Dumenza                                                                                              |
| Sabbio1                              | 1863 | cambia nome in Sabbio Bergamasco                                                                                 |
| Sabbio2                              | 1864 | cambia nome in Sabbio Chiese                                                                                     |
| Sabbio Bergamasco                    | 1927 | confluisce in Dalmine                                                                                            |
| Sabbioncello                         | 1928 | aggregato a Merate                                                                                               |
| Sabbioneta                           | 1866 | da CR a MN |
| Sacconago                            | 1927 | da MI a VA |
| Sacconago                            | 1928 | aggregato a Busto Arsizio                                                                                        |
| Sagliano                             | 1863 | cambia nome in Sagliano di Crenna                                                                                |
| Sagliano di Crenna                   | 1929 | aggregato a Varzi                                                                                                |
| Saiano                               | 1927 | confluisce in Rodengo-Saiano                                                                                     |
| Sala1                                | 1863 | cambia nome in Sala al Barro                                                                                     |
| Sala2                                | 1863 | cambia nome in Sala Comacina                                                                                     |
| Sala al Barro                        | 1927 | aggregato a Galbiate                                                                                             |
| Sala Comacina                        | 1928 | confluisce in Isola Comacina                                                                                     |
| Sala Comacina                        | 1950 | distaccato da Isola Comacina                                                                                     |
| Salerano                             | 1863 | cambia nome in Salerano sul Lambro                                                                               |
| Salerano sul Lambro                  | 1992 | da MI a LO |
| Saltrio                              | 1927 | aggregato a Viggiù                                                                                               |
| Saltrio                              | 1927 | da CO a VA |
| Saltrio                              | 1953 | distaccato da Viggiù                                                                                             |
| Salvadera                            | 1929 | cambia nome in Capiago Intimiano                                                                                 |
| Salvirola Cremasca                   | 1904 | cambia nome in Salvirola                                                                                         |
| Samarate                             | 1927 | da MI a VA |
| San Bartolomeo1                      | 1880 | aggregato a Brescia                                                                                              |
| San Bartolomeo2                      | 1863 | cambia nome in San Bartolomeo al Bosco                                                                           |
| San Bartolomeo3                      | 1863 | cambia nome in San Bartolomeo Val Cavargna                                                                       |
| San Bartolomeo al Bosco              | 1867 | aggregato ad Appiano Gentile                                                                                     |
| San Benedetto                        | 1867 | cambia nome in San Benedetto Po                                                                                  |
| San Bernardino                       | 1928 | aggregato a Crema                                                                                                |
| San Cipriano                         | 1863 | cambia nome in San Cipriano Po                                                                                   |
| San Colombano                        | 1863 | cambia nome in San Colombano al Lambro                                                                           |
| San Damiano1                         | 1863 | cambia nome in San Damiano al Colle                                                                              |
| San Damiano2                         | 1863 | cambia nome in San Damiano di Monza                                                                              |
| San Damiano di Monza                 | 1866 | confluisce in Brugherio                                                                                          |
| San Daniele                          | 1867 | cambia nome in San Daniele Ripa Po                                                                               |
| San Daniele Ripa Po                  | 1955 | cambia nome in San Daniele Po                                                                                    |
| San Donato                           | 1862 | cambia nome in San Donato Milanese                                                                               |
| San Fedele                           | 1940 | cambia nome in San Fedele Intelvi                                                                                |
| San Felice                           | 1863 | cambia nome in San Felice di Scovolo                                                                             |
| San Felice di Scovolo                | 1928 | confluisce in San Felice del Benaco                                                                              |
| San Fiorano                          | 1992 | da MI a LO |
| San Gallo                            | 1928 | suddiviso tra San Giovanni Bianco e San Pellegrino Terme                                                         |
| San Genesio                          | 1929 | cambia nome in San Genesio ed Uniti                                                                              |
| San Gervasio1                        | 1863 | cambia nome in San Gervasio d'Adda                                                                               |
| San Gervasio2                        | 1862 | cambia nome in San Gervasio Bresciano                                                                            |
| San Gervasio d'Adda                  | 1928 | confluisce in Capriate San Gervasio                                                                              |
| San Giacomo                          | 1864 | cambia nome in San Giacomo Filippo                                                                               |
| San Giacomo delle Segnate            | 1922 | distaccato da Quistello                                                                                          |
| Sangiano                             | 1927 | confluisce in Leggiuno Sangiano                                                                                  |
| Sangiano                             | 1927 | da CO a VA |
| Sangiano                             | 1963 | distaccato da Leggiuno Sangiano                                                                                  |
| San Giorgio1                         | 1867 | cambia nome in San Giorgio di Mantova                                                                            |
| San Giorgio2                         | 1863 | cambia nome in San Giorgio di Lomellina                                                                          |
| San Giorgio3                         | 1862 | cambia nome in San Giorgio su Legnano                                                                            |
| San Giovanni alla Castagna           | 1923 | aggregato a Lecco                                                                                                |
| San Giovanni del Dosso               | 1922 | distaccato da Quistello                                                                                          |
| San Giovanni in Croce                | 1928 | confluisce in Palvareto                                                                                          |
| San Giovanni in Croce                | 1947 | distaccato da Palvareto                                                                                          |
| San Giuliano                         | 1869 | aggregato a Viboldone                                                                                            |
| San Lorenzo Aroldo                   | 1867 | aggregato a Solarolo Rainerio                                                                                    |
| San Lorenzo de' Picenardi            | 1867 | aggregato a Torre de' Picenardi                                                                                  |
| San Lorenzo Guazzone                 | 1867 | aggregato a Vho                                                                                                  |
| San Lorenzo Mondinari                | 1868 | aggregato a Cella Dati                                                                                           |
| San Martino dall'Argine              | 1866 | da CR a MN |
| San Martino de' Calvi                | 1956 | suddiviso fra Lenna, Moio de' Calvi, Piazza Brembana e Valnegra                                                  |
| San Martino in Beliseto              | 1928 | aggregato a Castelverde                                                                                          |
| San Martino in Strada                | 1992 | da MI a LO |
| San Michele                          | 1862 | cambia nome in San Michele Cremasco                                                                              |
| San Michele Cremasco                 | 1875 | suddiviso tra Crema e Ripalta Nuova (nel 1928 passa a Crema)                                                     |
| San Nazzaro1                         | 1863 | cambia nome in Sannazzaro de' Burgondi                                                                           |
| San Nazzaro2                         | 1863 | cambia nome in San Nazzaro Val Cavargna                                                                          |
| San Nazzaro3                         | 1862 | cambia nome in San Nazzaro Mella                                                                                 |
| San Nazzaro Mella                    | 1880 | aggregato a Brescia                                                                                              |
| San Nazzaro Val Cavargna             | 1928 | aggregato a San Bartolomeo Val Cavargna                                                                          |
| San Nazzaro Val Cavargna             | 1950 | distaccato da San Bartolomeo Val Cavargna                                                                        |
| San Novo                             | 1870 | aggregato a Zibido San Giacomo                                                                                   |
| San Pancrazio                        | 1862 | cambia nome in San Pancrazio al Colle                                                                            |
| San Pancrazio al Colle               | 1869 | aggregato a Casale Litta                                                                                         |
| San Paolo d'Argon                    | 1929 | confluisce in Cenate d'Argon                                                                                     |
| San Paolo d'Argon                    | 1947 | distaccato da Cenate d'Argon                                                                                     |
| San Paolo Ripa d'Oglio               | 1867 | aggregato a Vho                                                                                                  |
| San Pedrino                          | 1869 | aggregato a Vignate                                                                                              |
| San Pellegrino                       | 1956 | cambia nome in San Pellegrino Terme                                                                              |
| San Perone                           | 1872 | aggregato a Torriano                                                                                             |
| San Pietro Bestazzo                  | 1870 | aggregato a Cisliano                                                                                             |
| San Pietro Cusico                    | 1870 | aggregato a Zibido San Giacomo                                                                                   |
| San Pietro d'Orzio                   | 1928 | aggregato a San Giovanni Bianco                                                                                  |
| San Ponzo                            | 1863 | cambia nome in San Ponzo Semola                                                                                  |
| San Ponzo Semola                     | 1928 | confluisce in Ponte Nizza                                                                                        |
| San Rocco al Porto                   | 1992 | da MI a LO |
| San Salvatore                        | 1868 | aggregato a Sospiro                                                                                              |
| San Savino                           | 1863 | aggregato a Duemiglia                                                                                            |
| San Sillo                            | 1868 | aggregato a Corte de' Frati                                                                                      |
| San Siro                             | 1928 | confluisce in Santa Maria Rezzonico                                                                              |
| Sant'Abbondio                        | 1928 | confluisce in Santa Maria Rezzonico                                                                              |
| Sant'Abbondio                        | 1957 | distaccato da Santa Maria Rezzonico                                                                              |
| Sant'Abbondio                        | 2002 | confluisce in San Siro                                                                                           |
| Santa Cristina                       | 1863 | cambia nome in Santa Cristina e Bissone                                                                          |
| Sant'Agata                           | 1862 | cambia nome in Sant'Agata Martesana                                                                              |
| Sant'Agata Martesana                 | 1870 | aggregato a Cassina de' Pecchi                                                                                   |
| Sant'Albano                          | 1863 | cambia nome in Sant'Albano di Bobbio                                                                             |
| Sant'Albano di Bobbio                | 1929 | aggregato a Val di Nizza                                                                                         |
| Sant'Alessandro                      | 1880 | aggregato a Brescia                                                                                              |
| Sant'Alessio                         | 1863 | cambia nome in Sant'Alessio con Vialone                                                                          |
| Sant'Alessio con Vialone             | 1929 | aggregato a Lardirago                                                                                            |
| Sant'Alessio con Vialone             | 1947 | distaccato da Lardirago                                                                                          |
| Santa Margherita1                    | 1864 | cambia nome in Santa Margherita di Bobbio                                                                        |
| Santa Margherita2                    | 1863 | cambia nome in Santa Margherita Po                                                                               |
| Santa Margherita di Bobbio           | 1929 | confluisce in Santa Margherita di Staffora                                                                       |
| Santa Margherita di Staffora         | 1929 | distaccato in parte da Menconico                                                                                 |
| Santa Margherita Po                  | 1872 | aggregato a Belgioioso                                                                                           |
| Santa Maria della Croce              | 1928 | aggregato a Crema                                                                                                |
| Santa Maria della Strada             | 1864 | cambia nome in Travacò Siccomario                                                                                |
| Santa Maria del Monte                | 1927 | aggregato a Varese                                                                                               |
| Santa Maria del Monte                | 1927 | da CO a VA |
| Santa Maria Hoè                      | 1928 | confluisce in Santa Maria di Rovagnate                                                                           |
| Santa Maria Hoè                      | 1953 | distaccato da Santa Maria di Rovagnate                                                                           |
| Santa Maria Hoè                      | 1992 | da CO a LC |
| Santa Maria in Prato                 | 1870 | aggregato a San Zenone al Lambro                                                                                 |
| Santa Maria Rezzonico                | 2002 | aggregato a San Siro                                                                                             |
| Sant'Ambrogio                        | 1863 | cambia nome in Sant'Ambrogio Olona                                                                               |
| Sant'Ambrogio Olona                  | 1927 | aggregato a Varese                                                                                               |
| Sant'Ambrogio Olona                  | 1927 | da CO a VA |
| Sant'Angelo1                         | 1864 | cambia nome in Sant'Angelo Lodigiano                                                                             |
| Sant'Angelo2                         | 1863 | cambia nome in Sant'Angelo Lomellina                                                                             |
| Sant'Angelo Lodigiano                | 1992 | da MI a LO |
| Sant'Antonino                        | 1862 | cambia nome in Sant'Antonino Ticino                                                                              |
| Sant'Antonino Ticino                 | 1869 | aggregato a Lonate Pozzolo                                                                                       |
| Sant'Antonio                         | 1863 | cambia nome in Sant'Antonio d'Adda                                                                               |
| Sant'Antonio d'Adda                  | 1927 | aggregato a Caprino Bergamasco                                                                                   |
| Sant'Eufemia                         | 1862 | cambia nome in Sant'Eufemia della Fonte                                                                          |
| Sant'Eufemia della Fonte             | 1928 | aggregato a Brescia                                                                                              |
| Santicolo                            | 1927 | aggregato a Corteno Golgi                                                                                        |
| Sant'Omobono Imagna                  | 2004 | cambia nome in Sant'Omobono Terme                                                                                |
| Santo Stefano1                       | 1863 | cambia nome in Santo Stefano al Corno                                                                            |
| Santo Stefano2                       | 1863 | cambia nome in Santo Stefano del Monte degli Angeli                                                              |
| Santo Stefano3                       | 1862 | cambia nome in Santo Stefano Ticino                                                                              |
| Santo Stefano del Monte degli Angeli | 1928 | confluisce in Carobbio degli Angeli                                                                              |
| Santo Stefano al Corno               | 1916 | cambia nome in Santo Stefano Lodigiano                                                                           |
| Santo Stefano Lodigiano              | 1992 | da MI a LO |
| San Varese                           | 1871 | aggregato a Torre d'Isola                                                                                        |
| San Vigilio                          | 1927 | aggregato a Concesio                                                                                             |
| San Vito1                            | 1862 | cambia nome in San Vito e Marta                                                                                  |
| San Vito2                            | 1862 | cambia nome in San Vito e Modesto                                                                                |
| San Vito e Marta                     | 1869 | aggregato a Gaggiano                                                                                             |
| San Vito e Modesto                   | 1867 | aggregato a Casalbuttano ed Uniti                                                                                |
| San Vittore                          | 1864 | cambia nome in San Vittore Olona                                                                                 |
| San Zeno1                            | 1863 | cambia nome in San Zeno e Foppa                                                                                  |
| San Zeno2                            | 1863 | cambia nome in San Zenone al Lambro                                                                              |
| San Zeno3                            | 1862 | cambia nome in San Zeno Naviglio                                                                                 |
| San Zeno e Foppa                     | 1867 | aggregato a Bascapè                                                                                              |
| San Zenone                           | 1863 | cambia nome in San Zenone al Po                                                                                  |
| Saronno                              | 1927 | da MI a VA |
| Sartirana1                           | 1863 | cambia nome in Sartirana Briantea                                                                                |
| Sartirana2                           | 1863 | cambia nome in Sartirana Lomellina                                                                               |
| Sartirana Briantea                   | 1928 | aggregato a Merate                                                                                               |
| Saviore                              | 1927 | confluisce in Valsaviore                                                                                         |
| Saviore                              | 1954 | distaccato da Valsaviore                                                                                         |
| Saviore                              | 1957 | cambia nome in Saviore dell'Adamello                                                                             |
| Scannabue                            | 1929 | aggregato a Palazzo Pignano                                                                                      |
| Scano                                | 1863 | cambia nome in Scano al Brembo                                                                                   |
| Scano al Brembo                      | 1928 | confluisce in Valbrembo                                                                                          |
| Scanzo                               | 1927 | confluisce in Scanzorosciate                                                                                     |
| Scarenna                             | 1878 | aggregato ad Asso                                                                                                |
| Scaria                               | 1928 | aggregato a Lanzo d'Intelvi                                                                                      |
| Scarpizzolo                          | 1927 | aggregato a San Paolo                                                                                            |
| Schianno                             | 1927 | confluisce in Gazzada Schianno                                                                                   |
| Schianno                             | 1927 | da CO a VA |
| Secugnago                            | 1992 | da MI a LO |
| Seghebbia                            | 1928 | confluisce in Val Rezzo                                                                                          |
| Segnano                              | 1863 | cambia nome in Greco Milanese                                                                                    |
| Segrate                              | 1869 | aggregato a Pioltello                                                                                            |
| Selino                               | 1927 | confluisce in Sant'Omobono Imagna                                                                                |
| Sellanuova                           | 1869 | aggregato a Baggio                                                                                               |
| Sellere                              | 1928 | aggregato a Sovere                                                                                               |
| Sellero                              | 1927 | aggregato a Cedegolo                                                                                             |
| Sellero                              | 1948 | distaccato da Cedegolo                                                                                           |
| Senna1                               | 1863 | cambia nome in Senna Comasco                                                                                     |
| Senna2                               | 1863 | cambia nome in Senna Lodigiana                                                                                   |
| Senna Lodigiana                      | 1992 | da MI a LO |
| Seregno                              | 2004 | da MI a MB |
| Sermione                             | 1930 | cambia nome in Sirmione                                                                                          |
| Serravalle                           | 1867 | cambia nome in Serravalle a Po                                                                                   |
| Sesona                               | 1869 | aggregato a Vergiate                                                                                             |
| Sesto1                               | 1867 | cambia nome in Sesto ed Uniti                                                                                    |
| Sesto2                               | 1863 | cambia nome in Sesto Pergola                                                                                     |
| Sesto3                               | 1863 | cambia nome in Sesto San Giovanni                                                                                |
| Sesto Calende                        | 1927 | da MI a VA |
| Sesto Pergola                        | 1869 | aggregato a San Martino in Strada                                                                                |
| Sesto Ulteriano                      | 1869 | aggregato a San Giuliano Milanese                                                                                |
| Settimo                              | 1862 | cambia nome in Settimo Milanese                                                                                  |
| Seveso                               | 2004 | da MI a MB |
| Sforzatica                           | 1927 | confluisce in Dalmine                                                                                            |
| Silvella                             | 1868 | aggregato a Pieve San Giacomo                                                                                    |
| Sirone                               | 1992 | da CO a LC |
| Sirtori                              | 1928 | aggregato a Barzanò                                                                                              |
| Sirtori                              | 1953 | distaccato da Barzanò                                                                                            |
| Sirtori                              | 1992 | da CO a LC |
| Siviano                              | 1928 | confluisce in Monte Isola                                                                                        |
| Soiano del Lago                      | 1928 | aggregato a Padenghe sul Garda                                                                                   |
| Soiano del Lago                      | 1947 | distaccato da Padenghe sul Garda                                                                                 |
| Solaro                               | 1869 | aggregato a Ceriano Laghetto                                                                                     |
| Solaro                               | 1919 | distaccato da Ceriano Laghetto                                                                                   |
| Solarolo del Persico                 | 1867 | confluisce in Casalsigone ed Uniti                                                                               |
| Solarolo Monasterolo                 | 1868 | aggregato a Motta Baluffi                                                                                        |
| Solarolo Rainerio                    | 1928 | confluisce in Palvareto                                                                                          |
| Solarolo Rainerio                    | 1947 | distaccato da Palvareto                                                                                          |
| Solbiate Arno e Monte                | 1905 | distaccato da Albizzate                                                                                          |
| Solbiate Arno e Monte                | 1927 | da MI a VA |
| Solbiate Arno e Monte                | 1957 | cambia nome in Solbiate Arno                                                                                     |
| Solbiate Olona                       | 1927 | da MI a VA |
| Solbiate sull'Arno                   | 1869 | aggregato ad Albizzate                                                                                           |
| Solbiate sull'Arno                   | 1905 | cambia nome in Solbiate Arno e Monte                                                                             |
| Solferino                            | 1866 | da BS a MN |
| Soltarico                            | 1869 | aggregato a Cavenago d'Adda                                                                                      |
| Solto                                | 1928 | confluisce in Solto Collina                                                                                      |
| Solza                                | 1928 | confluisce in Riviera d'Adda                                                                                     |
| Solza                                | 1970 | distaccato da Riviera d'Adda                                                                                     |
| Solzago                              | 1928 | aggregato a Tavernerio                                                                                           |
| Somaglia                             | 1992 | da MI a LO |
| Somana                               | 1927 | aggregato a Mandello del Lario                                                                                   |
| Sombreno                             | 1929 | aggregato a Paladina                                                                                             |
| Somendenna                           | 1928 | aggregato a Zogno                                                                                                |
| Somma                                | 1862 | cambia nome in Somma Lombardo                                                                                    |
| Somma Lombardo                       | 1927 | da MI a VA |
| Sonico                               | 1928 | aggregato a Edolo                                                                                                |
| Sonico                               | 1948 | distaccato da Edolo                                                                                              |
| Sopraponte                           | 1928 | aggregati a Gavardo                                                                                              |
| Soprazocco                           | 1928 | aggregati a Gavardo                                                                                              |
| Sordio                               | 1992 | da MI a LO |
| Soriasco                             | 1893 | cambia nome in Santa Maria della Versa                                                                           |
| Sormano                              | 1928 | confluisce in Santa Valeria                                                                                      |
| Sormano                              | 1947 | distaccato da Santa Valeria                                                                                      |
| Sotto il Monte                       | 1964 | cambia nome in Sotto il Monte Giovanni XXIII                                                                     |
| Sovico                               | 2004 | da MI a MB |
| Spino1                               | 1863 | cambia nome in Spino al Brembo                                                                                   |
| Spino2                               | 1862 | cambia nome in Spino d'Adda                                                                                      |
| Spino al Brembo                      | 1928 | aggregato a Zogno                                                                                                |
| Spinone                              | 1928 | confluisce in Spinone dei Castelli                                                                               |
| Spinone dei Castelli                 | 1960 | cambia nome in Spinone al Lago                                                                                   |
| Spirago                              | 1872 | aggregato a Marzano                                                                                              |
| Stabello                             | 1928 | aggregato a Zogno                                                                                                |
| Staghiglione                         | 1928 | confluisce in Borgo Priolo                                                                                       |
| Stagno Pagliaro                      | 1867 | cambia nome in Stagno Lombardo                                                                                   |
| Stazzona                             | 1928 | confluisce in Stazzona Germasino                                                                                 |
| Stazzona                             | 1954 | distaccato da Stazzona Germasino                                                                                 |
| Stilo de' Mariani                    | 1868 | aggregato a Pessina Cremonese                                                                                    |
| Stracondolo                          | 1863 | aggregato a Stagno Lombardo                                                                                      |
| Sueglio                              | 1992 | da CO a LC |
| Suello                               | 1927 | confluisce in Cesello Brianza                                                                                    |
| Suello                               | 1955 | distaccato da Cesello Brianza                                                                                    |
| Suello                               | 1992 | da CO a LC |
| Sulbiate                             | 1909 | distaccato da Bernareggio                                                                                        |
| Sulbiate                             | 2004 | da MI a MB |
| Sulbiate Inferiore                   | 1869 | aggregati a Bernareggio (nel 1909 passano a Sulbiate)                                                            |
| Sulbiate Superiore                   | 1869 | aggregati a Bernareggio (nel 1909 passano a Sulbiate)                                                            |
| Sulzano                              | 1927 | aggregato a Sale Marasino                                                                                        |
| Sulzano                              | 1947 | distaccato da Sale Marasino                                                                                      |
| Sumirago                             | 1927 | da MI a VA |
| Taceno                               | 1992 | da CO a LC |
| Tagliuno                             | 1927 | confluisce in Castelli Calepio                                                                                   |
| Tainate                              | 1870 | aggregato a Noviglio                                                                                             |
| Taino                                | 1927 | da CO a VA |
| Tavazzano                            | 1869 | aggregato a Villavesco                                                                                           |
| Tavazzano con Villavesco             | 1992 | da MI a LO |
| Tavernola                            | 1863 | cambia nome in Tavernola Bergamasca                                                                              |
| Tavernole Cimmo                      | 1927 | cambia nome in Tavernole sul Mella                                                                               |
| Tavordo                              | 1928 | aggregato a Porlezza                                                                                             |
| Tavorno                              | 1863 | cambia nome in Tavordo                                                                                           |
| Tegnone                              | 1864 | cambia nome in Ravellino                                                                                         |
| Ternate                              | 1927 | da CO a VA |
| Terno                                | 1892 | cambia nome in Terno d'Isola                                                                                     |
| Terranova                            | 1863 | cambia nome in Terranova dei Passerini                                                                           |
| Terranova dei Passerini              | 1992 | da MI a LO |
| Terrasa                              | 1928 | aggregato a Candia Lomellina                                                                                     |
| Terrazzano                           | 1928 | aggregato a Rho                                                                                                  |
| Terzano                              | 1928 | aggregato ad Angolo Terme                                                                                        |
| Timoline                             | 1928 | confluisce in Corte Franca                                                                                       |
| Torba                                | 1927 | da CO a VA |
| Torba                                | 1928 | aggregato a Gornate-Olona                                                                                        |
| Torbiato                             | 1928 | aggregato a Adro                                                                                                 |
| Torbole                              | 1872 | cambia nome in Torbole Casaglia                                                                                  |
| Torlino                              | 1961 | cambia nome in Torlino Vimercati                                                                                 |
| Tormo                                | 1879 | aggregato a Crespiatica                                                                                          |
| Tornavento                           | 1869 | aggregato a Lonate Pozzolo                                                                                       |
| Torradello                           | 1872 | aggregato a Battuda                                                                                              |
| Torre                                | 1863 | cambia nome in Torre di Santa Maria                                                                              |
| Torre Beretti                        | 1928 | confluisce in Torre Beretti e Castellaro                                                                         |
| Torre d'Angiolini                    | 1867 | aggregato a Torre de' Picenardi                                                                                  |
| Torre d'Arese                        | 1937 | aggregato a Magherno                                                                                             |
| Torre d'Arese                        | 1948 | distaccato da Magherno                                                                                           |
| Torre de' Busi                       | 1992 | da BG a LC |
| Torre de' Busi                       | 2018 | da LC a BG |
| Torre dei Malamberti                 | 1867 | cambia nome in Torre de' Picenardi                                                                               |
| Torre del Mangano                    | 1929 | confluisce in Certosa di Pavia                                                                                   |
| Torre del Monte                      | 1928 | confluisce in Borgo Priolo                                                                                       |
| Torre de' Negri                      | 1929 | aggregato a Belgioioso                                                                                           |
| Torre de' Negri                      | 1947 | distaccato da Belgioioso                                                                                         |
| Torre de' Torti                      | 1872 | aggregato a Cava Manara                                                                                          |
| Torrevecchia                         | 1863 | cambia nome in Torrevecchia Pia                                                                                  |
| Torriano                             | 1929 | confluisce in Certosa di Pavia                                                                                   |
| Torricella                           | 1863 | cambia nome in Torricella Verzate                                                                                |
| Torricella Verzate                   | 1928 | aggregato a Corvino San Quirico                                                                                  |
| Torricella Verzate                   | 1946 | distaccato da Corvino San Quirico                                                                                |
| Torrino                              | 1872 | aggregato a Battuda                                                                                              |
| Toscolano                            | 1928 | confluisce in Toscolano Maderno                                                                                  |
| Tovo                                 | 1863 | cambia nome in Tovo di Sant'Agata                                                                                |
| Trabucchello                         | 1928 | confluisce in Isola di Fondra                                                                                    |
| Tradate                              | 1927 | da CO a VA |
| Travedona                            | 1927 | confluisce in Travedona-Monate                                                                                   |
| Travedona                            | 1927 | da CO a VA |
| Traversa                             | 1928 | aggregato a Gravedona                                                                                            |
| Trebbiano                            | 1863 | cambia nome in Trebbiano Nizza                                                                                   |
| Trebbiano Nizza                      | 1928 | confluisce in Ponte Nizza                                                                                        |
| Trecella                             | 1869 | aggregato a Pozzuolo Martesana                                                                                   |
| Tredossi                             | 1928 | aggregato a Castelverde                                                                                          |
| Tregasio                             | 1869 | aggregato a Triuggio                                                                                             |
| Tregolo                              | 1870 | confluisce in Costa Masnaga                                                                                      |
| Tremenico                            | 1992 | da CO a LC |
| Tremosine                            | 2013 | cambia nome in Tremosine sul Garda                                                                               |
| Tremezzo                             | 1928 | confluisce in Tremezzina                                                                                         |
| Tremezzo                             | 1947 | distaccato da Tremezzina                                                                                         |
| Tremezzo                             | 2014 | confluisce in Tremezzina                                                                                         |
| Trenno                               | 1923 | aggregato a Milano                                                                                               |
| Trescore1                            | 1915 | cambia nome in Trescore Cremasco                                                                                 |
| Trescore2                            | 1867 | cambia nome in Trescore Balneario                                                                                |
| Trevano                              | 1937 | confluisce in Uggiate-Trevano                                                                                    |
| Trevisago                            | 1927 | confluisce in Cocquio-Trevisago                                                                                  |
| Trevisago                            | 1927 | da CO a VA |
| Treviso                              | 1867 | cambia nome in Treviso Bresciano                                                                                 |
| Trezzano1                            | 1862 | cambia nome in Trezzano Rosa                                                                                     |
| Trezzano2                            | 1862 | cambia nome in Trezzano sul Naviglio                                                                             |
| Trezzo                               | 1862 | cambia nome in Trezzo sull'Adda                                                                                  |
| Trezzolasco                          | 1868 | aggregato a Sergnano                                                                                             |
| Triburgo                             | 1868 | aggregato a Salvirola                                                                                            |
| Triuggio                             | 2004 | da MI a MB |
| Trivulza                             | 1869 | aggregato a Codogno                                                                                              |
| Trivulzina                           | 1879 | aggregato a Pieve Fissiraga                                                                                      |
| Trognano                             | 1872 | aggregato a Bascapè                                                                                              |
| Tronzano                             | 1863 | cambia nome in Bassano di Tronzano                                                                               |
| Tronzano Lago Maggiore               | 1927 | da CO a VA |
| Turago Bordone                       | 1928 | aggregato a Giussago                                                                                             |
| Turano                               | 1928 | cambia nome in Turano Lodigiano                                                                                  |
| Turano Lodigiano                     | 1992 | da MI a LO |
| Turro                                | 1864 | cambia nome in Turro Milanese                                                                                    |
| Turro Milanese                       | 1918 | aggregato a Milano                                                                                               |
| Uboldo                               | 1927 | da MI a VA |
| Uboldo                               | 1928 | aggregato a Saronno                                                                                              |
| Uboldo                               | 1950 | distaccato da Saronno                                                                                            |
| Uggiate                              | 1937 | confluisce in Uggiate-Trevano                                                                                    |
| Uggiate-Trevano                      | 2024 | confluisce in Uggiate con Ronago                                                                                 |
| Urago Mella                          | 1867 | aggregato a Fiumicello Urago                                                                                     |
| Urio                                 | 1927 | confluisce in Carate Urio                                                                                        |
| Usmate                               | 1869 | aggregato a Usmate Velate                                                                                        |
| Usmate Velate                        | 2004 | da MI a MB |
| Vaccarizza                           | 1872 | aggregato a Linarolo                                                                                             |
| Vaiano1                              | 1862 | cambia nome in Vaiano Cremasco                                                                                   |
| Vaiano2                              | 1862 | cambia nome in Vaiano Valle                                                                                      |
| Vaiano Valle                         | 1869 | aggregato a Quintosole                                                                                           |
| Vairano1                             | 1863 | cambia nome in Vairano Pavese                                                                                    |
| Vairano2                             | 1862 | cambia nome in Vairano Cremasco                                                                                  |
| Vairano Cremasco                     | 1875 | suddiviso tra Crema e Santa Maria della Croce                                                                    |
| Vairano Pavese                       | 1872 | aggregato a Vidigulfo                                                                                            |
| Valera Fratta                        | 1992 | da MI a LO |
| Valganna                             | 1927 | da CO a VA |
| Valgoglio                            | 1927 | aggregato a Gromo                                                                                                |
| Valgoglio                            | 1954 | distaccato da Gromo                                                                                              |
| Valgreghentino                       | 1992 | da CO a LC |
| Vall'Alta                            | 1928 | aggregato ad Albino                                                                                              |
| Valle1                               | 1863 | cambia nome in Valle Lomellina                                                                                   |
| Valle2                               | 1862 | cambia nome in Valle Guidino                                                                                     |
| Valle Guidino                        | 1869 | aggregato a Besana in Brianza                                                                                    |
| Vallio                               | 1976 | cambia nome in Vallio Terme                                                                                      |
| Valmadrera                           | 1992 | da CO a LC |
| Valnegra                             | 1927 | confluisce in San Martino de' Calvi                                                                              |
| Valnegra                             | 1956 | distaccato da San Martino de' Calvi                                                                              |
| Valsecca                             | 2014 | aggregato a Sant'Omobono Terme                                                                                   |
| Valtesse                             | 1927 | aggregato a Bergamo                                                                                              |
| Valverde                             | 1926 | da PC a PV |
| Valverde                             | 1929 | confluisce in Zavattarello Valverde                                                                              |
| Valverde                             | 1956 | distaccato da Zavattarello Valverde                                                                              |
| Valvestino                           | 1934 | da TN a BS |
| Vanzaghello                          | 1869 | aggregato a Magnago                                                                                              |
| Vanzaghello                          | 1968 | distaccato da Magnago                                                                                            |
| Vaprio                               | 1862 | cambia nome in Vaprio d'Adda                                                                                     |
| Varano                               | 1906 | cambia nome in Varano Borghi                                                                                     |
| Varano Borghi                        | 1927 | da CO a VA |
| Vararo                               | 1927 | aggregato a Cittiglio                                                                                            |
| Vararo                               | 1927 | da CO a VA |
| Varedo                               | 2004 | da MI a MB |
| Varenna                              | 1992 | da CO a LC |
| Varese                               | 1927 | da CO a VA |
| Vassena                              | 1927 | confluisce in Oliveto Lario                                                                                      |
| Veccana                              | 1927 | da CO a VA |
| Veccana                              | 1928 | aggregato a Castelveccana                                                                                        |
| Vedano1                              | 1863 | cambia nome in Vedano Olona                                                                                      |
| Vedano2                              | 1862 | cambia nome in Vedano al Lambro                                                                                  |
| Vedano al Lambro                     | 2004 | da MI a MB |
| Vedano Olona                         | 1927 | da CO a VA |
| Veddasca                             | 2014 | confluisce in Maccagno con Pino e Veddasca                                                                       |
| Veduggio                             | 1865 | confluisce in Veduggio con Colzano (nel 1928 passa a Renate Veduggio e nel 1956 di nuovo a Veduggio con Colzano) |
| Veduggio con Colzano                 | 1928 | confluisce in Renate Veduggio                                                                                    |
| Veduggio con Colzano                 | 1956 | distaccato da Renate Veduggio                                                                                    |
| Veduggio con Colzano                 | 2004 | da MI a MB |
| Velate1                              | 1927 | aggregato a Varese                                                                                               |
| Velate1                              | 1927 | da CO a VA |
| Velate2                              | 1862 | cambia nome in Velate Milanese                                                                                   |
| Velate Milanese                      | 1930 | cambia nome in Usmate Velate                                                                                     |
| Veleso                               | 1928 | confluisce in Zelbio-Veleso                                                                                      |
| Veleso                               | 1948 | distaccato da Zelbio-Veleso                                                                                      |
| Velezzo                              | 1864 | cambia nome in Velezzo Lomellina                                                                                 |
| Vellezzo                             | 1864 | cambia nome in Vellezzo Bellini                                                                                  |
| Vello                                | 1927 | aggregato a Marone                                                                                               |
| Vendrogno                            | 1992 | da CO a LC |
| Vendrogno                            | 2020 | aggregato a Bellano                                                                                              |
| Venegono Inferiore                   | 1927 | da CO a VA |
| Venegono Inferiore                   | 1928 | confluisce in Venegono                                                                                           |
| Venegono Inferiore                   | 1960 | distaccato da Venegono                                                                                           |
| Venegono Superiore                   | 1927 | da CO a VA |
| Venegono Superiore                   | 1928 | confluisce in Venegono                                                                                           |
| Venegono Superiore                   | 1960 | distaccato da Venegono                                                                                           |
| Veniano                              | 1927 | aggregato ad Appiano Gentile                                                                                     |
| Veniano                              | 1950 | distaccato da Appiano Gentile                                                                                    |
| Verano                               | 1928 | cambia nome in Verano Brianza                                                                                    |
| Verano Brianza                       | 2004 | da MI a MB |
| Vercana                              | 1928 | aggregato a Domaso                                                                                               |
| Vercana                              | 1950 | distaccato da Domaso                                                                                             |
| Vercurago                            | 1992 | da BG a LC |
| Verderio Inferiore                   | 1872 | confluisce in Verderio                                                                                           |
| Verderio Inferiore                   | 1905 | distaccato da Verderio                                                                                           |
| Verderio Inferiore                   | 1992 | da CO a LC |
| Verderio Inferiore                   | 2014 | confluisce in Verderio                                                                                           |
| Verderio Superiore                   | 1872 | confluisce in Verderio                                                                                           |
| Verderio Superiore                   | 1905 | distaccato da Verderio                                                                                           |
| Verderio Superiore                   | 1992 | da CO a LC |
| Verderio Superiore                   | 2014 | confluisce in Verderio                                                                                           |
| Vergano                              | 1863 | cambia nome in Villa Vergano                                                                                     |
| Vergiate                             | 1927 | da MI a VA |
| Vergo                                | 1869 | aggregato a Besana in Brianza                                                                                    |
| Vergobbio                            | 1927 | da CO a VA |
| Vergobbio                            | 1928 | aggregato a Cuvio (nel 1956 passa a Cuveglio)                                                                    |
| Vergosa                              | 1911 | cambia nome in San Fermo della Battaglia                                                                         |
| Verna                                | 1928 | confluisce in Ramponio Verna                                                                                     |
| Verolavecchia                        | 1927 | aggregato a Verolanuova                                                                                          |
| Verolavecchia                        | 1948 | distaccato da Verolanuova                                                                                        |
| Verrua                               | 1863 | cambia nome in Verrua Siccomario                                                                                 |
| Verrua Siccomario                    | 1929 | confluisce in Verrua Po                                                                                          |
| Vertemate                            | 1929 | confluisce in Vertemate con Minoprio                                                                             |
| Vestreno                             | 1992 | da CO a LC |
| Vezza                                | 1863 | cambia nome in Vezza d'Oglio                                                                                     |
| Vho                                  | 1928 | aggregato a Piadena                                                                                              |
| Viadana                              | 1866 | da CR a MN |
| Viboldone                            | 1893 | cambia nome in San Giuliano Milanese                                                                             |
| Viconago                             | 1927 | da CO a VA |
| Viconago                             | 1928 | confluisce in Cadegliano-Viconago                                                                                |
| Vidardo                              | 1869 | aggregato a Marudo                                                                                               |
| Vidiceto                             | 1868 | aggregato a Cingia de' Botti                                                                                     |
| Vidolasco                            | 1934 | confluisce in Casale Cremasco-Vidolasco                                                                          |
| Vigadore                             | 1870 | confluisce in Chiosi d'Adda Vigadore                                                                             |
| Vigalfo                              | 1872 | aggregato ad Albuzzano                                                                                           |
| Vigano                               | 1863 | cambia nome in Vigano San Martino                                                                                |
| Vigano San Martino                   | 1928 | confluisce in Borgounito                                                                                         |
| Vigano San Martino                   | 1947 | distaccato da Borgounito                                                                                         |
| Viganò1                              | 1928 | aggregato a Barzanò                                                                                              |
| Viganò1                              | 1953 | distaccato da Barzanò                                                                                            |
| Viganò1                              | 1992 | da CO a LC |
| Viganò2                              | 1864 | cambia nome in Viganò Certosino                                                                                  |
| Viganò Certosino                     | 1869 | aggregato a Gaggiano                                                                                             |
| Vigentino                            | 1869 | aggregato a Quintosole                                                                                           |
| Vigentino                            | 1923 | aggregato a Milano                                                                                               |
| Viggiù                               | 1927 | cambia nome in Viggiù ed Uniti                                                                                   |
| Viggiù                               | 1927 | da CO a VA |
| Viggiù ed Uniti                      | 1935 | cambia nome in Viggiù                                                                                            |
| Vighizzolo                           | 1867 | aggregato a Cappella de' Picenardi                                                                               |
| Vigonzino                            | 1870 | aggregato a Zibido San Giacomo                                                                                   |
| Vigonzone                            | 1872 | aggregato a Torrevecchia Pia                                                                                     |
| Villa1                               | 1863 | cambia nome in Villa di Chiavenna                                                                                |
| Villa2                               | 1863 | cambia nome in Villa di Tirano                                                                                   |
| Villa Cogozzo                        | 1927 | confluisce in Villa Carcina                                                                                      |
| Villa Cortese                        | 1869 | aggregato a Busto Garolfo                                                                                        |
| Villa Cortese                        | 1966 | distaccato da Busto Garolfo                                                                                      |
| Villa d'Allegno                      | 1927 | aggregato a Temù                                                                                                 |
| Villa d'Almè                         | 1927 | confluisce in Almè con Villa                                                                                     |
| Villa Dosia                          | 1869 | aggregato a Casale Litta                                                                                         |
| Vill'Albese                          | 1928 | confluisce in Albavilla                                                                                          |
| Villalunga                           | 1871 | aggregato a Torre del Mangano                                                                                    |
| Villanova del Sillaro                | 1992 | da MI a LO |
| Villanova Vimercate                  | 1869 | aggregato a Bernareggio                                                                                          |
| Villanuova1                          | 1863 | cambia nome in Villanova del Sillaro                                                                             |
| Villanuova2                          | 1862 | cambia nome in Villanova Vimercate                                                                               |
| Villanuova3                          | 1862 | cambia nome in Villanuova sul Clisi                                                                              |
| Villa Pizzone                        | 1869 | aggregato a Musocco                                                                                              |
| Villa Pompeiana                      | 1869 | aggregato a Zelo Buon Persico                                                                                    |
| Villa Raverio                        | 1869 | aggregato a Besana in Brianza                                                                                    |
| Villareggio                          | 1871 | aggregato a Zeccone                                                                                              |
| Villaresco                           | 1869 | cambia nome in Villavesco                                                                                        |
| Villa Rocca                          | 1868 | aggregato a Pessina Cremonese                                                                                    |
| Villa Romanò                         | 1929 | aggregato a Inverigo                                                                                             |
| Villarossa                           | 1870 | aggregato a Casaletto Lodigiano                                                                                  |
| Villa San Fiorano                    | 1929 | cambia nome in Villasanta                                                                                        |
| Villasanta                           | 2004 | da MI a MB |
| Villa Vergano                        | 1937 | aggregato a Galbiate                                                                                             |
| Villavesco                           | 1963 | cambia nome in Tavazzano con Villavesco                                                                          |
| Villongo San Filastro                | 1927 | confluisce in Villongo                                                                                           |
| Villongo Sant'Alessandro             | 1927 | suddiviso tra Sarnico e il neoistituito Villongo                                                                 |
| Vilminore                            | 1927 | confluisce in Vilminore di Scalve                                                                                |
| Vimanone                             | 1871 | aggregato a Cura Carpignano                                                                                      |
| Vimercate                            | 2004 | da MI a MB |
| Vimogno                              | 1927 | aggregato a Primaluna                                                                                            |
| Vinago                               | 1869 | aggregato a Mornago                                                                                              |
| Virgilio                             | 2014 | confluisce in Borgo Virgilio                                                                                     |
| Virle                                | 1862 | cambia nome in Virle Treponti                                                                                    |
| Virle Treponti                       | 1928 | aggregato a Rezzato                                                                                              |
| Visino                               | 1927 | aggregato a Valbrona                                                                                             |
| Vittadone                            | 1929 | aggregato a Casalpusterlengo                                                                                     |
| Vivente                              | 1872 | aggregato a Vistarino                                                                                            |
| Vizzola                              | 1863 | cambia nome in Vizzola Ticino                                                                                    |
| Vizzola Ticino                       | 1927 | da MI a VA |
| Vizzolo                              | 1863 | cambia nome in Vizzolo Predabissi                                                                                |
| Volciano                             | 1928 | cambia nome in Roè Volciano                                                                                      |
| Voldomino                            | 1927 | da CO a VA |
| Voldomino                            | 1928 | aggregato a Luino                                                                                                |
| Volongo                              | 1871 | da BS a CR |
| Volpino                              | 1884 | cambia nome in Costa Volpino                                                                                     |
| Volta Mantovana                      | 1866 | da BS a MN |
| Voltore                              | 1927 | aggregato a Gavirate                                                                                             |
| Voltore                              | 1927 | da CO a VA |
| Zandobbio                            | 1928 | aggregato a Trescore Balneario                                                                                   |
| Zandobbio                            | 1948 | distaccato da Trescore Balneario                                                                                 |
| Zanengo                              | 1867 | aggregato a Grumello Cremonese ed Uniti                                                                          |
| Zappello                             | 1928 | confluisce in Ripalta Cremasca                                                                                   |
| Zavanasco                            | 1863 | cambia nome in Casarile                                                                                          |
| Zavattarello                         | 1926 | da PC a PV |
| Zavattarello                         | 1929 | confluisce in Zavattarello Valverde                                                                              |
| Zavattarello                         | 1956 | distaccato da Zavattarello Valverde                                                                              |
| Zeccone                              | 1928 | aggregato a Bornasco                                                                                             |
| Zeccone                              | 1947 | distaccato da Bornasco                                                                                           |
| Zelata                               | 1872 | aggregato a Bereguardo                                                                                           |
| Zelbio                               | 1928 | confluisce in Zelbio-Veleso                                                                                      |
| Zelbio                               | 1948 | distaccato da Zelbio-Veleso                                                                                      |
| Zelo Buon Persico                    | 1992 | da MI a LO |
| Zelo Foramagno                       | 1870 | aggregato a Mezzate                                                                                              |
| Zibido al Lambro                     | 1872 | aggregato a Torrevecchia Pia                                                                                     |
| Zivido                               | 1869 | aggregato a San Giuliano Milanese                                                                                |
| Zorlesco                             | 1929 | aggregato a Casalpusterlengo                                                                                     |
| Zorzino                              | 1928 | aggregato a Riva di Solto                                                                                        |
| Zunico                               | 1863 | aggregato a Carpiano                                                                                             |